# Transport à la demande d'Île-de-France
 (février 2025).
 (février 2025).
Le transport à la demande d'Île-de-France (anciennement Flexigo), dénommé TàD Île-de-France Mobilités par l'autorité organisatrice, est un service de transports à la demande le plus souvent par minibus, organisé par Île-de-France Mobilités.
Il se compose de 28 périmètres ou lignes.

## Histoire
Le premier service de transport à la demande francilien est né sous le marque commerciale Allobus en 1998, et exploité l'entreprise des Courriers de l'Île-de-France, une filiale du groupe Keolis. Jusqu'alors, aucun système de transport en commun ne permettait de desservir la plateforme aéroportuaire la nuit ou le week-end, bien que beaucoup de salariés en horaires décalés en avaient exprimé le besoin.

## Développement du service
Le 1er mars 2010, le syndicat des transports d'Île-de-France développe le service de transport à la demande d'Île-de-France dans le cadre d’un contrat de délégation de service public avec Keolis. Il est le fruit de la collaboration entre le conseil départemental du Val-d'Oise, le conseil départemental de Seine-et-Marne, la communauté d'agglomération Terres de France intégrée à l'Établissement public territorial Paris Terres d'Envol, la société anonyme Aéroports de Paris, Air France et le STIF, mettant fin au service Allobus.
Le 1er janvier 2017, la dénomination de TàD Île-de-France Mobilités est créée en remplacement du service historique.
Ainsi, depuis le 1er janvier 2021, les services de transport à la demande inclus dans les réseaux ouverts à la concurrence sont modifiés afin de prendre la nouvelle dénomination TàD Île-de-France Mobilités. Aujourd'hui le réseau couvre 27 territoires, tandis qu'Île-de-France Mobilités envisage d'en couvrir 40 d'ici 2024.

## Organisation
Le transport à la demande mis en place par Île-de-France Mobilités circule uniquement en fonction des horaires et si des usagers ont effectué une réservation. L'accès à bord dépend de la tarification des transports en commun d'Île-de-France. Il est organisé de deux façons différentes, puisqu'il peut s'agir :
- d'une ligne de bus virtuelle où le tracé et les points d'arrêt sont définis ;
- d'un périmètre donné où la navette choisit le tracé du trajet en fonction des points d'arrêts à desservir demandé par l'usager.

L'autorité organisatrice octroie ce label et finance les services de transport à la demande qui respectent onze critères parmi lesquels on retrouve une non-redondance avec des lignes régulières, une performance économique du service, une optimisation des moyens, des points d’arrêt déterminés, une plage horaire précisée à l’avance, et un recours à la centrale de réservation régionale via le site internet ou l'application.

## Périmètres et lignes du service

### Gestion et exploitation
Le transport à la demande mis en place par Île-de-France Mobilités, est un service conçu, mis en place et financé principalement par Île-de-France Mobilités, et exploité par des entreprises telles que Keolis, Transdev, RATP Cap Île-de-France, etc. selon un contrat de délégation de service public.

### Réseau

#### Ouverts à la concurrence
Outre les services listés dans les tableaux ci-dessous :
- la ligne 43 du réseau de bus Brie et 2 Morin est exploitée sous forme de transport à la demande ;
- la ligne 416 (maintenant ligne 4216)du réseau de bus Évry Centre Essonne en transport à la demande aux heures creuses (depuis le changement de numéro, les courses sur réservation sont désormais des courses sans réservation);
- la ligne 7 du réseau de bus Fontainebleau - Moret en transport à la demande aux heures creuses ;
- la ligne 6131 du réseau de bus de Vélizy Vallées en transport à la demande aux heures creuses ;
- la ligne 3144 du réseau de bus Pays Briard est opérée en transport à la demande aux heures creuses ;
- la ligne 3209 du réseau de bus Provinois - Brie et Seine en transport à la demande aux heures creuses ;
- les lignes 4301, 4305, 4306, 4308, 4316 et 4318 du réseau de bus Essonne Sud Est sont opérées en transport à la demande aux heures creuses en semaine et toute la journée le samedi;
- la ligne 78 du réseau de bus de Saint-Germain Boucles de Seine, à l'exceptions de quelques services scolaires.

| Ligne | Caractéristiques | Caractéristiques                      | Caractéristiques                      | Caractéristiques                      | Caractéristiques                      | Caractéristiques                              | Caractéristiques                         | Caractéristiques                      | Caractéristiques                              |
| TàD   | Balade en Provinois | Balade en Provinois                   | Balade en Provinois                   | Balade en Provinois                   | Balade en Provinois                   | Balade en Provinois                           | Balade en Provinois                      | Balade en Provinois                   | Balade en Provinois                           |
| TàD   | Gare de Provins ⥋ Desserte de la zone | Gare de Provins ⥋ Desserte de la zone | Gare de Provins ⥋ Desserte de la zone | Gare de Provins ⥋ Desserte de la zone | Gare de Provins ⥋ Desserte de la zone | Gare de Provins ⥋ Desserte de la zone         | Gare de Provins ⥋ Desserte de la zone    | Gare de Provins ⥋ Desserte de la zone | Gare de Provins ⥋ Desserte de la zone         |
| ----- | --- | ------------------------------------- | ------------------------------------- | ------------------------------------- | ------------------------------------- | --------------------------------------------- | ---------------------------------------- | ------------------------------------- | --------------------------------------------- |
| TàD   | Ouverture / Fermeture 31 juillet 2023 / — | Longueur —                            | Durée —                               | Nb. d’arrêts —                        | Matériel —                            | Jours de fonctionnement L, Ma, Me, J, V, S    | Jour / Soir / Nuit / Fêtes O / N / N / N | Voy. / an —                           | Exploitant Francilité Grand Provinois         |
| TàD   | Desserte : - Villes et lieux desservis : - - Gares desservies : Provins |                                       |                                       |                                       |                                       |                                               |                                          |                                       |                                               |
| TàD   | Autre : - Zones traversées : 5 - Arrêts non accessibles aux UFR : — - Amplitudes horaires : Le service fonctionne sur réservation du lundi au samedi. - Date de dernière mise à jour : 29 juillet 2023. |                                       |                                       |                                       |                                       |                                               |                                          |                                       |                                               |
| TàD   | Dernière actualisation : — |                                       |                                       |                                       |                                       |                                               |                                          |                                       |                                               |
| TàD   | Bassée | Bassée                                | Bassée                                | Bassée                                | Bassée                                | Bassée                                        | Bassée                                   | Bassée                                | Bassée                                        |
| TàD   | Gare de Provins ⥋ Desserte de la zone |                                       |                                       |                                       |                                       |                                               |                                          |                                       |                                               |
| TàD   | Ouverture / Fermeture 31 juillet 2023 / — | Longueur —                            | Durée —                               | Nb. d’arrêts —                        | Matériel —                            | Jours de fonctionnement L, Ma, Me, J, V, S    | Jour / Soir / Nuit / Fêtes O / N / N / N | Voy. / an —                           | Exploitant Francilité Grand Provinois         |
| TàD   | Desserte : - Villes et lieux desservis : - - Gares desservies : Provins et Longueville |                                       |                                       |                                       |                                       |                                               |                                          |                                       |                                               |
| TàD   | Autre : - Zones traversées : 5 - Arrêts non accessibles aux UFR : — - Amplitudes horaires : Le service fonctionne sur réservation du lundi au samedi. - Date de dernière mise à jour : 29 juillet 2023. |                                       |                                       |                                       |                                       |                                               |                                          |                                       |                                               |
| TàD   | Dernière actualisation : — |                                       |                                       |                                       |                                       |                                               |                                          |                                       |                                               |
| TàD   | Bière | Bière                                 | Bière                                 | Bière                                 | Bière                                 | Bière                                         | Bière                                    | Bière                                 | Bière                                         |
| TàD   | Desserte de la zone ⥋ Rabattement sur la gare de Fontainebleau, le centre commercial de Villiers-en-Bière ou entre communes |                                       |                                       |                                       |                                       |                                               |                                          |                                       |                                               |
| TàD   | Ouverture / Fermeture — / — | Longueur —                            | Durée —                               | Nb. d’arrêts —                        | Matériel —                            | Jours de fonctionnement L, Ma, Me, J, V       | Jour / Soir / Nuit / Fêtes O / N / N / N | Voy. / an —                           | Exploitant Transdev Pays de Fontainebleau     |
| TàD   | Desserte : - Villes et lieux desservis : Arbonne-la-Forêt, Cély, Fleury-en-Bière, Perthes, Saint-Germain-sur-École, Saint-Martin-en-Bière, Saint-Sauveur-sur-École, Villiers-en-Bière - Gares desservies : Fontainebleau - Avon |                                       |                                       |                                       |                                       |                                               |                                          |                                       |                                               |
| TàD   | Autre : - Zones traversées : 5 - Arrêts non accessibles aux UFR : — - Amplitudes horaires : Le service fonctionne sur réservation du lundi au vendredi de 9 h à 17 h. - Particularités : Le service est complémentaire de la ligne 21 du réseau de bus Fontainebleau - Moret. - Date de dernière mise à jour : 30 juillet 2023. |                                       |                                       |                                       |                                       |                                               |                                          |                                       |                                               |
| TàD   | Dernière actualisation : — |                                       |                                       |                                       |                                       |                                               |                                          |                                       |                                               |
| TàD   | Bois-le-Roi Chartrettes | Bois-le-Roi Chartrettes               | Bois-le-Roi Chartrettes               | Bois-le-Roi Chartrettes               | Bois-le-Roi Chartrettes               | Bois-le-Roi Chartrettes                       | Bois-le-Roi Chartrettes                  | Bois-le-Roi Chartrettes               | Bois-le-Roi Chartrettes                       |
| TàD   | Desserte de la zone ⥋ Gare de Bois-le-Roi |                                       |                                       |                                       |                                       |                                               |                                          |                                       |                                               |
| TàD   | Ouverture / Fermeture — / — | Longueur —                            | Durée —                               | Nb. d’arrêts —                        | Matériel —                            | Jours de fonctionnement L, Ma, Me, J, V, S    | Jour / Soir / Nuit / Fêtes O / O / N / N | Voy. / an —                           | Exploitant Transdev Pays de Fontainebleau     |
| TàD   | Desserte : - Villes et lieux desservis : Bois-le-Roi et Chartrettes - Gares desservies : Bois-le-Roi |                                       |                                       |                                       |                                       |                                               |                                          |                                       |                                               |
| TàD   | Autre : - Zones traversées : 5 - Arrêts non accessibles aux UFR : — - Amplitudes horaires : Le service fonctionne sur réservation du lundi au jeudi de 10 h 5 à 16 h 5 et les vendredis et samedis de 10 h 5 à 0 h 25. - Date de dernière mise à jour : 30 juillet 2023. |                                       |                                       |                                       |                                       |                                               |                                          |                                       |                                               |
| TàD   | Dernière actualisation : — |                                       |                                       |                                       |                                       |                                               |                                          |                                       |                                               |
| TàD   | Boissise-le-Roi Pringy | Boissise-le-Roi Pringy                | Boissise-le-Roi Pringy                | Boissise-le-Roi Pringy                | Boissise-le-Roi Pringy                | Boissise-le-Roi Pringy                        | Boissise-le-Roi Pringy                   | Boissise-le-Roi Pringy                | Boissise-le-Roi Pringy                        |
| TàD   | ? ⥋ ? |                                       |                                       |                                       |                                       |                                               |                                          |                                       |                                               |
| TàD   | Ouverture / Fermeture 4 septembre 2023 / — | Longueur —                            | Durée —                               | Nb. d’arrêts —                        | Matériel —                            | Jours de fonctionnement —                     | Jour / Soir / Nuit / Fêtes — / — / — / — | Voy. / an —                           | Exploitant Transdev Melun Val de Seine        |
| TàD   | Desserte : - Gares desservies : Ponthierry - Pringy et Boissise-le-Roi |                                       |                                       |                                       |                                       |                                               |                                          |                                       |                                               |
| TàD   | Autre : - Zone traversée : - Arrêts non accessibles aux UFR : — - Amplitudes horaires : — - Particularités : Le service remplace aux heures creuses la ligne 3633 du réseau de bus du Grand Melun. - Date de dernière mise à jour : 2 septembre 2023. |                                       |                                       |                                       |                                       |                                               |                                          |                                       |                                               |
| TàD   | Dernière actualisation : — |                                       |                                       |                                       |                                       |                                               |                                          |                                       |                                               |
| TàD   | Cœur d'Essonne 4591 | Cœur d'Essonne 4591                   | Cœur d'Essonne 4591                   | Cœur d'Essonne 4591                   | Cœur d'Essonne 4591                   | Cœur d'Essonne 4591                           | Cœur d'Essonne 4591                      | Cœur d'Essonne 4591                   | Cœur d'Essonne 4591                           |
| TàD   | Monthléry — Collège Paul Fort ⥋ Brétigny-sur-Orge — Gare RER |                                       |                                       |                                       |                                       |                                               |                                          |                                       |                                               |
| TàD   | Ouverture / Fermeture 2017 / — | Longueur —                            | Durée 20 min                          | Nb. d’arrêts 14                       | Matériel —                            | Jours de fonctionnement L, Ma, Me, J, V       | Jour / Soir / Nuit / Fêtes O / O / N / N | Voy. / an —                           | Exploitant Transdev Cœur Essonne              |
| TàD   | Desserte : - Villes et lieux desservis : Monthléry, Leuville-sur-Orge et Brétigny-sur-Orge - Gares desservies : Brétigny-sur-Orge |                                       |                                       |                                       |                                       |                                               |                                          |                                       |                                               |
| TàD   | Autre : - Zones traversées : 5 - Arrêts non accessibles aux UFR : — - Amplitudes horaires : La ligne fonctionne sur réservation du lundi au vendredi de 10 h 10 à 16 h 10. - Date de dernière mise à jour : 30 juillet 2023. |                                       |                                       |                                       |                                       |                                               |                                          |                                       |                                               |
| TàD   | Dernière actualisation : — |                                       |                                       |                                       |                                       |                                               |                                          |                                       |                                               |
| TàD   | Cœur d'Essonne 4592 | Cœur d'Essonne 4592                   | Cœur d'Essonne 4592                   | Cœur d'Essonne 4592                   | Cœur d'Essonne 4592                   | Cœur d'Essonne 4592                           | Cœur d'Essonne 4592                      | Cœur d'Essonne 4592                   | Cœur d'Essonne 4592                           |
| TàD   | Sainte-Geneviève-des-Bois — Gare RER ⥋ Épinay-sur-Orge — Gare RER |                                       |                                       |                                       |                                       |                                               |                                          |                                       |                                               |
| TàD   | Ouverture / Fermeture 2017 / — | Longueur —                            | Durée 20 min                          | Nb. d’arrêts 30                       | Matériel —                            | Jours de fonctionnement L, Ma, Me, J, V       | Jour / Soir / Nuit / Fêtes O / O / N / N | Voy. / an —                           | Exploitant Transdev Cœur Essonne              |
| TàD   | Desserte : - Villes et lieux desservis : Sainte-Geneviève-des-Bois, Villiers-sur-Orge, Villemoisson-sur-Orge et Épinay-sur-Orge - Gares desservies : Sainte-Geneviève-des-Bois et Épinay-sur-Orge |                                       |                                       |                                       |                                       |                                               |                                          |                                       |                                               |
| TàD   | Autre : - Zones traversées : 5 - Arrêts non accessibles aux UFR : — - Amplitudes horaires : La ligne fonctionne sur réservation du lundi au vendredi de 9 h 40 à 15 h 50. - Date de dernière mise à jour : 6 janvier 2025. |                                       |                                       |                                       |                                       |                                               |                                          |                                       |                                               |
| TàD   | Dernière actualisation : — |                                       |                                       |                                       |                                       |                                               |                                          |                                       |                                               |
| TàD   | Cœur d'Essonne 4595 | Cœur d'Essonne 4595                   | Cœur d'Essonne 4595                   | Cœur d'Essonne 4595                   | Cœur d'Essonne 4595                   | Cœur d'Essonne 4595                           | Cœur d'Essonne 4595                      | Cœur d'Essonne 4595                   | Cœur d'Essonne 4595                           |
| TàD   | Longpont-sur-Orge — Le Perray ⥋ Longpont-sur-Orge — Linas |                                       |                                       |                                       |                                       |                                               |                                          |                                       |                                               |
| TàD   | Ouverture / Fermeture 2017 / — | Longueur —                            | Durée 15 min                          | Nb. d’arrêts 25                       | Matériel —                            | Jours de fonctionnement L, Ma, Me, J, V       | Jour / Soir / Nuit / Fêtes O / O / N / N | Voy. / an —                           | Exploitant Transdev Cœur Essonne              |
| TàD   | Desserte : - Villes et lieux desservis : Longpont-sur-Orge et Saint-Michel-sur-Orge - Gares desservies : Saint-Michel-sur-Orge |                                       |                                       |                                       |                                       |                                               |                                          |                                       |                                               |
| TàD   | Autre : - Zones traversées : 5 - Arrêts non accessibles aux UFR : — - Amplitudes horaires : La ligne fonctionne sur réservation du lundi au vendredi de 9 h 40 à 16 h 35. - Date de dernière mise à jour : 30 juillet 2023. |                                       |                                       |                                       |                                       |                                               |                                          |                                       |                                               |
| TàD   | Dernière actualisation : — |                                       |                                       |                                       |                                       |                                               |                                          |                                       |                                               |
| TàD   | Cœur d'Essonne 4596 | Cœur d'Essonne 4596                   | Cœur d'Essonne 4596                   | Cœur d'Essonne 4596                   | Cœur d'Essonne 4596                   | Cœur d'Essonne 4596                           | Cœur d'Essonne 4596                      | Cœur d'Essonne 4596                   | Cœur d'Essonne 4596                           |
| TàD   | Marolles-en-Hurepoix — Gare ⥋ Arpajon — Porte d'Étampes (Gare) |                                       |                                       |                                       |                                       |                                               |                                          |                                       |                                               |
| TàD   | Ouverture / Fermeture 2020 / — | Longueur —                            | Durée —                               | Nb. d’arrêts 15                       | Matériel —                            | Jours de fonctionnement L, Ma, Me, J, V       | Jour / Soir / Nuit / Fêtes O / O / N / N | Voy. / an —                           | Exploitant Transdev Cœur Essonne              |
| TàD   | Desserte : - Villes et lieux desservis : Marolles-en-Hurepoix, Cheptainville, Guibeville, Avrainville, La Norville et Arpajon - Gares desservies : Marolles-en-Hurepoix et Arpajon |                                       |                                       |                                       |                                       |                                               |                                          |                                       |                                               |
| TàD   | Autre : - Zones traversées : 5 - Arrêts non accessibles aux UFR : — - Amplitudes horaires : La ligne fonctionne sur réservation du lundi au vendredi de 10 h à 15 h 30. - Date de dernière mise à jour : 30 juillet 2023. |                                       |                                       |                                       |                                       |                                               |                                          |                                       |                                               |
| TàD   | Dernière actualisation : — |                                       |                                       |                                       |                                       |                                               |                                          |                                       |                                               |
| TàD   | Cœur d'Essonne 4597 | Cœur d'Essonne 4597                   | Cœur d'Essonne 4597                   | Cœur d'Essonne 4597                   | Cœur d'Essonne 4597                   | Cœur d'Essonne 4597                           | Cœur d'Essonne 4597                      | Cœur d'Essonne 4597                   | Cœur d'Essonne 4597                           |
| TàD   | Desserte de la zone ⥋ Rabattement aux gares et points d'intérêts |                                       |                                       |                                       |                                       |                                               |                                          |                                       |                                               |
| TàD   | Ouverture / Fermeture 2020 / — | Longueur —                            | Durée —                               | Nb. d’arrêts 40                       | Matériel —                            | Jours de fonctionnement L, Ma, Me, J, V       | Jour / Soir / Nuit / Fêtes O / O / N / N | Voy. / an —                           | Exploitant Transdev Cœur Essonne              |
| TàD   | Desserte : - Villes et lieux desservis : Breuillet, Bruyères-le-Châtel, Égly, Ollainville, La Norville et Arpajon - Gares desservies : Arpajon, Égly, Breuillet - Bruyères-le-Châtel et Breuillet-Village |                                       |                                       |                                       |                                       |                                               |                                          |                                       |                                               |
| TàD   | Autre : - Zones traversées : 5 - Arrêts non accessibles aux UFR : — - Amplitudes horaires : Le service fonctionne sur réservation du lundi au vendredi de 10 h à 16 h. - Date de dernière mise à jour : 30 juillet 2023. |                                       |                                       |                                       |                                       |                                               |                                          |                                       |                                               |
| TàD   | Dernière actualisation : — |                                       |                                       |                                       |                                       |                                               |                                          |                                       |                                               |
| TàD   | Coulommiers | Coulommiers                           | Coulommiers                           | Coulommiers                           | Coulommiers                           | Coulommiers                                   | Coulommiers                              | Coulommiers                           | Coulommiers                                   |
| TàD   | Gare de Coulommiers ⥋ Desserte de Coulommiers |                                       |                                       |                                       |                                       |                                               |                                          |                                       |                                               |
| TàD   | Ouverture / Fermeture 2019 / — | Longueur —                            | Durée —                               | Nb. d’arrêts —                        | Matériel —                            | Jours de fonctionnement L, Ma, Me, J, V, S    | Jour / Soir / Nuit / Fêtes O / O / N / N | Voy. / an —                           | Exploitant Transdev Brie et Deux Morin        |
| TàD   | Desserte : - Villes et lieux desservis : Coulommiers - Gares desservies : Coulommiers |                                       |                                       |                                       |                                       |                                               |                                          |                                       |                                               |
| TàD   | Autre : - Zones traversées : 5 - Arrêts non accessibles aux UFR : — - Amplitudes horaires : Le service fonctionne sur réservation du lundi au vendredi de 7 h 30 à 12 h et de 13 h à 18 h et le samedi de 9 h à 12 h et de 13 h à 17 h. - Particularités : Le service fonctionne entre deux arrêts de Coulommiers à partir du 1er août 2022. - Date de dernière mise à jour : 30 juillet 2022. |                                       |                                       |                                       |                                       |                                               |                                          |                                       |                                               |
| TàD   | Dernière actualisation : — |                                       |                                       |                                       |                                       |                                               |                                          |                                       |                                               |
| TàD   | Courtabœuf | Courtabœuf                            | Courtabœuf                            | Courtabœuf                            | Courtabœuf                            | Courtabœuf                                    | Courtabœuf                               | Courtabœuf                            | Courtabœuf                                    |
| TàD   | Villebon-sur-Yvette — Château d'Eau ⥋ Desserte du parc d'activités de Courtabœuf |                                       |                                       |                                       |                                       |                                               |                                          |                                       |                                               |
| TàD   | Ouverture / Fermeture — / — | Longueur —                            | Durée —                               | Nb. d’arrêts 5                        | Matériel —                            | Jours de fonctionnement L, Ma, Me, J, V       | Jour / Soir / Nuit / Fêtes O / N / N / N | Voy. / an —                           | Exploitant RD Saclay                          |
| TàD   | Desserte : - Villes et lieux desservis : Villebon-sur-Yvette (Parc d'activités de Courtabœuf) - Gare desservie : Aucune |                                       |                                       |                                       |                                       |                                               |                                          |                                       |                                               |
| TàD   | Autre : - Zones traversées : 4 - Arrêts non accessibles aux UFR : — - Amplitudes horaires : Le service fonctionne sur réservation du lundi au vendredi de 6 h à 19 h 15. - Particularités : Seuls les trajets au départ de Château d'Eau se font sans réservation, le voyageur doit dans ce cas simplement indiquer son arrêt de descente. - Date de dernière mise à jour : 1er août 2022. |                                       |                                       |                                       |                                       |                                               |                                          |                                       |                                               |
| TàD   | Dernière actualisation : — |                                       |                                       |                                       |                                       |                                               |                                          |                                       |                                               |
| TàD   | Créçois | Créçois                               | Créçois                               | Créçois                               | Créçois                               | Créçois                                       | Créçois                                  | Créçois                               | Créçois                                       |
| TàD   | Gare de Crécy-la-Chapelle ⥋ Desserte des zones Nord et Sud |                                       |                                       |                                       |                                       |                                               |                                          |                                       |                                               |
| TàD   | Ouverture / Fermeture 1er août 2022 / — | Longueur —                            | Durée —                               | Nb. d’arrêts 41                       | Matériel —                            | Jours de fonctionnement L, Ma, Me, J, V, S    | Jour / Soir / Nuit / Fêtes O / N / N / N | Voy. / an —                           | Exploitant Transdev Brie et Deux Morin        |
| TàD   | Desserte : - Villes et lieux desservis : Crécy-la-Chapelle, Coulommes, Bouleurs, La Haute-Maison, Sancy, Vaucourtois, Dammartin-sur-Tigeaux, Tigeaux, Villiers-sur-Morin et Voulangis - Gare desservie : Crécy-la-Chapelle |                                       |                                       |                                       |                                       |                                               |                                          |                                       |                                               |
| TàD   | Autre : - Zone traversée : 5 - Arrêts non accessibles aux UFR : — - Amplitudes horaires : Le service fonctionne du lundi au samedi de 6 h 20 à 22 h le matin, entre deux arrêts et le soir, depuis la gare vers un arrêt d'une des zones. - Particularités : Le service est découpé en deux zones : - - Zone Nord : Crécy-la-Chapelle, Coulommes, Bouleurs, La Haute-Maison, Sancy et Vaucourtois ; - Zone Sud : Crécy-la-Chapelle, Dammartin-sur-Tigeaux, Tigeaux, Villiers-sur-Morin et Voulangis. - Date de dernière mise à jour : 29 juillet 2022. |                                       |                                       |                                       |                                       |                                               |                                          |                                       |                                               |
| TàD   | Dernière actualisation : — |                                       |                                       |                                       |                                       |                                               |                                          |                                       |                                               |
| TàD   | Dourdan | Dourdan                               | Dourdan                               | Dourdan                               | Dourdan                               | Dourdan                                       | Dourdan                                  | Dourdan                               | Dourdan                                       |
| TàD   | Gare de Dourdan et gare de Saint-Chéron ⥋ Desserte des zones |                                       |                                       |                                       |                                       |                                               |                                          |                                       |                                               |
| TàD   | Ouverture / Fermeture 1er août 2022 / — | Longueur —                            | Durée —                               | Nb. d’arrêts —                        | Matériel —                            | Jours de fonctionnement L, Ma, Me, J, V, S    | Jour / Soir / Nuit / Fêtes O / N / N / N | Voy. / an —                           | Exploitant Francilité Ouest Essonne           |
| TàD   | Desserte : - Villes et lieux desservis : Le Val-Saint-Germain, Roinville, Saint-Cyr-sous-Dourdan, Sermaise, Authon-la-Plaine, Boissy-le-Sec, Chatignonville, Corbreuse, La Forêt-le-Roi, Les Granges-le-Roi, Plessis-Saint-Benoist, Richarville et Breux-Jouy. - Gare desservie : Dourdan |                                       |                                       |                                       |                                       |                                               |                                          |                                       |                                               |
| TàD   | Autre : - Zone traversée : 5 - Arrêts non accessibles aux UFR : — - Amplitudes horaires : Le service fonctionne du lundi au vendredi de 7 h à 20 h et le samedi de 9 h à 20 h. - Particularités : Le service est découpé en deux zones : - - Zone Est : Le Val-Saint-Germain, Roinville, Saint-Cyr-sous-Dourdan, Sermaise ; - Zone Sud : Authon-la-Plaine, Boissy-le-Sec, Chatignonville, Corbreuse, La Forêt-le-Roi, Les Granges-le-Roi, Plessis-Saint-Benoist, Richarville ; - Zone Sud-Est : Breux-Jouy, Saint-Chéron, Saint-Sulpice-de-Favières, Saint-Yon. - Date de dernière mise à jour : 29 juillet 2022. |                                       |                                       |                                       |                                       |                                               |                                          |                                       |                                               |
| TàD   | Dernière actualisation : — |                                       |                                       |                                       |                                       |                                               |                                          |                                       |                                               |
| TàD   | Eaubonne Domont | Eaubonne Domont                       | Eaubonne Domont                       | Eaubonne Domont                       | Eaubonne Domont                       | Eaubonne Domont                               | Eaubonne Domont                          | Eaubonne Domont                       | Eaubonne Domont                               |
| TàD   | Eaubonne — Hôpital Simone-Veil ⥋ Gare de Domont |                                       |                                       |                                       |                                       |                                               |                                          |                                       |                                               |
| TàD   | Ouverture / Fermeture 22 août 2022 / — | Longueur 8,2 km                       | Durée 15-20 min                       | Nb. d’arrêts 19                       | Matériel GX 137                       | Jours de fonctionnement L, Ma, Me, J, V, S    | Jour / Soir / Nuit / Fêtes O / N / N / N | Voy. / an —                           | Exploitant Transdev Valmy                     |
| TàD   | Desserte : - Villes et lieux desservis : Eaubonne (Hôpital Simone-Veil), Saint-Prix (Collège Louis-Augustin-Bosc), Montlignon (Collège Lycée Notre-Dame-de-Bury, Mairie, Maison des Arts Pierre-Salvi, château de la Chasse) et Domont (Mairie, Gymnase des Grands-Jardins) - Gare desservie : Domont |                                       |                                       |                                       |                                       |                                               |                                          |                                       |                                               |
| TàD   | Autre : - Zones traversées : 4 - Arrêts non accessibles aux UFR : — - Amplitudes horaires : La ligne fonctionne sur réservation du lundi au samedi de 8 h à 19 h. - Restructuration du 22 août 2022 : La ligne a remplacé la ligne régulière 38-05 du réseau de bus de la Vallée de Montmorency. - Date de dernière mise à jour : 27 novembre 2022. |                                       |                                       |                                       |                                       |                                               |                                          |                                       |                                               |
| TàD   | Dernière actualisation : — |                                       |                                       |                                       |                                       |                                               |                                          |                                       |                                               |
| TàD   | Étampes | Étampes                               | Étampes                               | Étampes                               | Étampes                               | Étampes                                       | Étampes                                  | Étampes                               | Étampes                                       |
| TàD   | Gare d'Étampes ⥋ Desserte des zones |                                       |                                       |                                       |                                       |                                               |                                          |                                       |                                               |
| TàD   | Ouverture / Fermeture 1er août 2022 / — | Longueur —                            | Durée —                               | Nb. d’arrêts —                        | Matériel —                            | Jours de fonctionnement L, Ma, Me, J, V, S    | Jour / Soir / Nuit / Fêtes O / N / N / N | Voy. / an —                           | Exploitant Francilité Ouest Essonne           |
| TàD   | Desserte : - Villes et lieux desservis : NC - Gare desservie : Étampes |                                       |                                       |                                       |                                       |                                               |                                          |                                       |                                               |
| TàD   | Autre : - Zone traversée : 5 - Arrêts non accessibles aux UFR : — - Amplitudes horaires : Le service fonctionne du lundi au vendredi de 9 h à 17 h et le samedi de 9 h à 20 h. - Particularités : Le service est découpé en deux zones : - - Zone Ouest : Boissy-le-Sec, Boutervilliers, Chalo-Saint-Mars, Chalou-Moulineux, Congerville-Thionville, Mérobert, Saint-Escobille, Saint-Hilaire ; - Zone Sud : Abbéville-la-Rivière, Arrancourt, Boissy-la-Rivière, Fontaine-la-Rivière, Le Mérévillois, Saclas, Saint-Cyr-la-Rivière. - Date de dernière mise à jour : 29 juillet 2022. |                                       |                                       |                                       |                                       |                                               |                                          |                                       |                                               |
| TàD   | Dernière actualisation : — |                                       |                                       |                                       |                                       |                                               |                                          |                                       |                                               |
| TàD   | Gâtinais | Gâtinais                              | Gâtinais                              | Gâtinais                              | Gâtinais                              | Gâtinais                                      | Gâtinais                                 | Gâtinais                              | Gâtinais                                      |
| TàD   | Desserte de la zone ⥋ Rabattement sur la gare de Fontainebleau, l'hôpital et le chateau |                                       |                                       |                                       |                                       |                                               |                                          |                                       |                                               |
| TàD   | Ouverture / Fermeture — / — | Longueur —                            | Durée —                               | Nb. d’arrêts —                        | Matériel —                            | Jours de fonctionnement L, Ma, Me, J, V, S    | Jour / Soir / Nuit / Fêtes O / N / N / N | Voy. / an —                           | Exploitant Transdev Pays de Fontainebleau     |
| TàD   | Desserte : - Villes et lieux desservis : Milly-la-Forêt, Noisy-sur-École, Le Vaudoué, Achères-la-Forêt, Ury, Recloses, La Chapelle-la-Reine, Tousson, Boissy-aux-Cailles, Avon et Fontainebleau - Gares desservies : Fontainebleau - Avon |                                       |                                       |                                       |                                       |                                               |                                          |                                       |                                               |
| TàD   | Autre : - Zones traversées : 5 - Arrêts non accessibles aux UFR : — - Amplitudes horaires : Le service fonctionne sur réservation du lundi au samedi de 9 h à 17 h. - Date de dernière mise à jour : 30 juillet 2023. |                                       |                                       |                                       |                                       |                                               |                                          |                                       |                                               |
| TàD   | Dernière actualisation : — |                                       |                                       |                                       |                                       |                                               |                                          |                                       |                                               |
| TàD   | Gally-Mauldre | Gally-Mauldre                         | Gally-Mauldre                         | Gally-Mauldre                         | Gally-Mauldre                         | Gally-Mauldre                                 | Gally-Mauldre                            | Gally-Mauldre                         | Gally-Mauldre                                 |
| TàD   | Desserte de la zone ⥋ Rabattement aux gares ou déplacements entre communes |                                       |                                       |                                       |                                       |                                               |                                          |                                       |                                               |
| TàD   | Ouverture / Fermeture 2018 / — | Longueur —                            | Durée —                               | Nb. d’arrêts 47                       | Matériel —                            | Jours de fonctionnement L, Ma, Me, J, V, S    | Jour / Soir / Nuit / Fêtes O / O / N / N | Voy. / an —                           | Exploitant Transdev Sud Yvelines              |
| TàD   | Desserte : - Villes et lieux desservis : Bazemont, Chavenay, Crespières, Davron, L'Étang-la-Ville, Feucherolles, Herbeville, Maule, Mareil-sur-Mauldre, Montainville, Plaisir, Saint-Nom-la-Bretèche, Thiverval-Grignon - Gares desservies : Maule, Plaisir - Grignon, Saint-Nom-la-Bretèche - Forêt de Marly |                                       |                                       |                                       |                                       |                                               |                                          |                                       |                                               |
| TàD   | Autre : - Zones traversées : 5 - Arrêts non accessibles aux UFR : — - Amplitudes horaires : Le service fonctionne sur réservation du lundi au vendredi de 6 h 30 à 21 h et le samedi de 10 h à 21 h. - Particularités : - Du lundi au vendredi en heures de pointe, soit avant 9 h et après 18 h, le service fonctionne en rabattement vers les gares ; le reste du temps il permet tout déplacement entre deux arrêts. - Le service est découpé en deux zones : - Zone 1 (Maule) : Bazemont, Herbeville, Maule, Mareil-sur-Mauldre et Montainville ; - Zone 2 (Plaisir - Grignon et Saint-Nom-la-Bretèche - Forêt de Marly) : Chavenay, Crespières, Davron, L'Étang-la-Ville, Feucherolles, Plaisir, Saint-Nom-la-Bretèche et Thiverval-Grignon. - Date de dernière mise à jour : 30 décembre 2023. |                                       |                                       |                                       |                                       |                                               |                                          |                                       |                                               |
| TàD   | Dernière actualisation : — |                                       |                                       |                                       |                                       |                                               |                                          |                                       |                                               |
| TàD   | Gare de Provins | Gare de Provins                       | Gare de Provins                       | Gare de Provins                       | Gare de Provins                       | Gare de Provins                               | Gare de Provins                          | Gare de Provins                       | Gare de Provins                               |
| TàD   | Gare de Provins ⥋ Desserte de la zone |                                       |                                       |                                       |                                       |                                               |                                          |                                       |                                               |
| TàD   | Ouverture / Fermeture 31 juillet 2023 / — | Longueur —                            | Durée —                               | Nb. d’arrêts —                        | Matériel —                            | Jours de fonctionnement L, Ma, Me, J, V, S    | Jour / Soir / Nuit / Fêtes O / O / N / N | Voy. / an —                           | Exploitant Francilité Grand Provinois         |
| TàD   | Desserte : - Villes et lieux desservis : - - Gares desservies : Provins |                                       |                                       |                                       |                                       |                                               |                                          |                                       |                                               |
| TàD   | Autre : - Zones traversées : 5 - Arrêts non accessibles aux UFR : — - Amplitudes horaires : Le service fonctionne sur réservation du lundi au samedi matin et soir. - Date de dernière mise à jour : 29 juillet 2023. |                                       |                                       |                                       |                                       |                                               |                                          |                                       |                                               |
| TàD   | Dernière actualisation : — |                                       |                                       |                                       |                                       |                                               |                                          |                                       |                                               |
| TàD   | Goële | Goële                                 | Goële                                 | Goële                                 | Goële                                 | Goële                                         | Goële                                    | Goële                                 | Goële                                         |
| TàD   | Desserte de la zone ⥋ Rabattement aux gares ou déplacements entre communes |                                       |                                       |                                       |                                       |                                               |                                          |                                       |                                               |
| TàD   | Ouverture / Fermeture — / — | Longueur —                            | Durée —                               | Nb. d’arrêts 59                       | Matériel —                            | Jours de fonctionnement L, Ma, Me, J, V, S    | Jour / Soir / Nuit / Fêtes O / N / N / N | Voy. / an —                           | Exploitant Keolis Roissy Pays de France Ouest |
| TàD   | Desserte : - Villes et lieux desservis : Cuisy, Dammartin-en-Goële, Iverny, Juilly, Longperrier, Montgé-en-Goële, Othis, Le Plessis-aux-Bois, Le Plessis-l'Évêque, Rouvres, Saint-Mard, Villeroy et Vinantes - Gares desservies : Dammartin - Juilly - Saint-Mard, Mitry - Claye |                                       |                                       |                                       |                                       |                                               |                                          |                                       |                                               |
| TàD   | Autre : - Zones traversées : 5 - Arrêts non accessibles aux UFR : — - Amplitudes horaires : Le service fonctionne sur réservation du lundi au vendredi de 9 h à 15 h et le samedi de 9 h à 20 h. - Particularités : Le service est découpé en deux zones : - Zone 1 : Dammartin-en-Goële, Longperrier, Othis, Rouvres et Saint-Mard (Substitution des lignes 2107, 2108 et 2109 aux heures creuses) ; - Zone 2 : Cuisy, Iverny, Juilly, Montgé-en-Goële, Le Plessis-aux-Bois, Le Plessis-l'Évêque, Saint-Mard, Villeroy et Vinantes (Substitution de la ligne 2110 aux heures creuses). - Date de dernière mise à jour : 30 juillet 2023. |                                       |                                       |                                       |                                       |                                               |                                          |                                       |                                               |
| TàD   | Dernière actualisation : — |                                       |                                       |                                       |                                       |                                               |                                          |                                       |                                               |
| TàD   | Houdan - Montfort | Houdan - Montfort                     | Houdan - Montfort                     | Houdan - Montfort                     | Houdan - Montfort                     | Houdan - Montfort                             | Houdan - Montfort                        | Houdan - Montfort                     | Houdan - Montfort                             |
| TàD   | Desserte de la zone ⥋ Bazainville / Beynes / Condé-sur-Vesgre / Garancières / Houdan / Jouars-Pontchartrain / Méré / Orgerus / Richebourg / Septeuil / Thoiry / Villiers-Saint-Frédéric |                                       |                                       |                                       |                                       |                                               |                                          |                                       |                                               |
| TàD   | Ouverture / Fermeture 2020 / — | Longueur —                            | Durée —                               | Nb. d’arrêts —                        | Matériel —                            | Jours de fonctionnement L, Ma, Me, J, V, S    | Jour / Soir / Nuit / Fêtes O / N / N / N | Voy. / an —                           | Exploitant Transdev Sud Yvelines              |
| TàD   | Desserte : - Villes et lieux desservis : Houdan, Montfort-l'Amaury, Méré, Galluis, Montchauvet, Boissets, Courgent, Septeuil, Saint-Martin-des-Champs, Goupillières, Osmoy, Marcq, Saulx-Marchais, Villiers-le-Mahieu, Flexanville, Orgerus, Prunay-le-Temple, Orvilliers, Civry-la-Forêt, Boissets, Gressey, Richebourg, Tacoignières, Béhoust, Garancières, Autouillet, Auteuil, Boissy-sans-Avoir, Bazainville, Millemont, La Queue-les-Yvelines, Galluis, Mareil-le-Guyon, Maulette, Gambais, Gambaiseuil, Dannemarie, Bourdonné, Condé-sur-Vesgre, Grandchamp, Adainville, La Hauteville, Le Tartre-Gaudran. - Gares desservies : Beynes, Houdan, Montfort-l'Amaury - Méré, Orgerus - Béhoust, Villiers - Neauphle - Pontchartrain                                                              |                                       |                                       |                                       |                                       |                                               |                                          |                                       |                                               |
| TàD   | Autre : - Zones traversées : 5 - Arrêts non accessibles aux UFR : — - Amplitudes horaires : Le service fonctionne sur réservation du lundi au vendredi de 9 h à 15 h 30 et le samedi de 9 h à 19 h. - Particularités : Le service est découpé en quatre zones. - Date de dernière mise à jour : 30 décembre 2023. |                                       |                                       |                                       |                                       |                                               |                                          |                                       |                                               |
| TàD   | Dernière actualisation : — |                                       |                                       |                                       |                                       |                                               |                                          |                                       |                                               |
| TàD   | Étréchy | Étréchy                               | Étréchy                               | Étréchy                               | Étréchy                               | Étréchy                                       | Étréchy                                  | Étréchy                               | Étréchy                                       |
| TàD   | Gare de Bouray, gare de Lardy et gare d'Étréchy ⥋ Desserte des zones |                                       |                                       |                                       |                                       |                                               |                                          |                                       |                                               |
| TàD   | Ouverture / Fermeture 1er août 2022 / — | Longueur —                            | Durée —                               | Nb. d’arrêts —                        | Matériel —                            | Jours de fonctionnement L, Ma, Me, J, V, S    | Jour / Soir / Nuit / Fêtes O / N / N / N | Voy. / an —                           | Exploitant Francilité Ouest Essonne           |
| TàD   | Desserte : - Villes et lieux desservis : NC - Gare desservie : Bouray, Lardy et Étréchy |                                       |                                       |                                       |                                       |                                               |                                          |                                       |                                               |
| TàD   | Autre : - Zone traversée : 5 - Arrêts non accessibles aux UFR : — - Amplitudes horaires : Le service fonctionne du lundi au vendredi de 9 h à 17 h et le samedi de 9 h à 20 h. - Particularités : Le service est découpé en deux zones : - - Zone Lardy : Boissy-sous-Saint-Yon, Torfou ; - Zone Étréchy : Villeconin, Souzy-la-Briche, Mauchamps, Chauffour-lès-Étréchy, Auvers-Saint-Georges, Villeneuve-sur-Auvers, Boissy-le-Cutté. - Date de dernière mise à jour : 30 juillet 2022. |                                       |                                       |                                       |                                       |                                               |                                          |                                       |                                               |
| TàD   | Dernière actualisation : — |                                       |                                       |                                       |                                       |                                               |                                          |                                       |                                               |
| TàD   | Mantois | Mantois                               | Mantois                               | Mantois                               | Mantois                               | Mantois                                       | Mantois                                  | Mantois                               | Mantois                                       |
| TàD   | Desserte de la zone ⥋ Bonnières-sur-Seine / Buchelay / Freneuse / Limay / Magnanville / Mantes-la-Jolie / Mantes-la-Ville / Moisson / Rosny-sur-Seine |                                       |                                       |                                       |                                       |                                               |                                          |                                       |                                               |
| TàD   | Ouverture / Fermeture 1er août 2021 / — | Longueur —                            | Durée —                               | Nb. d’arrêts 171                      | Matériel —                            | Jours de fonctionnement L, Ma, Me, J, V, S    | Jour / Soir / Nuit / Fêtes O / N / N / N | Voy. / an —                           | Exploitant RATP Cap Mantois                   |
| TàD   | Desserte : - Villes et lieux desservis : Aubergenville, Arnouville-les-Mantes, Auffreville-Brasseuil, Boinville-en-Mantois, Breuil-Bois-Robert, Brueil-en-Vexin, Drocourt, Épône, Favrieux, Flacourt, Follainville-Dennemont, Fontenay-Mauvoisin, Fontenay-Saint-Père, Gargenville, Goussonville, Guernes, Guerville, Guitrancourt, Hargeville, Issou, Jambville, Jouy-Mauvoisin, Jumeauville, La Falaise, Lainville-en-Vexin, Le Tertre-Saint-Denis, Méricourt, Mézières-sur-Seine, Montalet-le-Bois, Mousseaux-sur-Seine, Oinville-sur-Montcient, Perdreauville, Porcheville, Rolleboise, Sailly, Soindres, Saint-Martin-la-Garenne et Vert. - Gares desservies : Épône - Mézières, Gargenville, Mantes-la-Jolie, Mantes-Station et Rosny-sur-Seine                                                |                                       |                                       |                                       |                                       |                                               |                                          |                                       |                                               |
| TàD   | Autre : - Zone traversée : 5 - Arrêts non accessibles aux UFR : — - Amplitudes horaires : Le service fonctionne du lundi au samedi de 9 h à 17 h. - Particularités : Le service fonctionne en rabattement sur des points d'intérêts (gares, commerces, lieux publics). - Date de dernière mise à jour : 3 décembre 2023. |                                       |                                       |                                       |                                       |                                               |                                          |                                       |                                               |
| TàD   | Dernière actualisation : — |                                       |                                       |                                       |                                       |                                               |                                          |                                       |                                               |
| TàD   | Marne-la-Vallée | Marne-la-Vallée                       | Marne-la-Vallée                       | Marne-la-Vallée                       | Marne-la-Vallée                       | Marne-la-Vallée                               | Marne-la-Vallée                          | Marne-la-Vallée                       | Marne-la-Vallée                               |
| TàD   | ? ⥋ ? |                                       |                                       |                                       |                                       |                                               |                                          |                                       |                                               |
| TàD   | Ouverture / Fermeture 1er janvier 2021 / — | Longueur —                            | Durée —                               | Nb. d’arrêts —                        | Matériel —                            | Jours de fonctionnement L, Ma, Me, J, V, S, D | Jour / Soir / Nuit / Fêtes O / O / N / O | Voy. / an —                           | Exploitant Transdev Marne-la-Vallée           |
| TàD   | Desserte : - Villes et lieux desservis : Bussy-Saint-Martin, Carnetin, Chalifert, Coupvray, Conches-sur-Gondoire, Dampmart, Favières, Ferrières-en-Brie, Gouvernes, Guermantes, Jablines, Jossigny, Lesches, Pomponne, Pontcarré, Saint-Thibault-des-Vignes, Thorigny-sur-Marne, Villeneuve-le-Comte, Villeneuve-Saint-Denis - Gares desservies : Bussy-Saint-Georges, Lagny - Thorigny, Marne-la-Vallée - Chessy et Val d'Europe. |                                       |                                       |                                       |                                       |                                               |                                          |                                       |                                               |
| TàD   | Autre : - Zone traversée : 5 - Amplitudes horaires : — - Particularités : Le TàD Marne-la-Vallée regroupe plusieurs offres : - Desserte des marchés de Lagny-sur-Marne les mercredis, vendredis et dimanche et de Magny-le-Hongre le samedi ; - Desserte, tous les après-midi, de l'hôpital de l'Est francilien ; - Desserte des gares de Lagny - Thorigny et Marne-la-Vallée - Chessy en journée et de l'île de loisirs de Jablines-Annet ; - Desserte des quatre gares du territoire en soirée. - Date de dernière mise à jour : 10 mai 2022. |                                       |                                       |                                       |                                       |                                               |                                          |                                       |                                               |
| TàD   | Dernière actualisation : — |                                       |                                       |                                       |                                       |                                               |                                          |                                       |                                               |
| TàD   | Melun Nord | Melun Nord                            | Melun Nord                            | Melun Nord                            | Melun Nord                            | Melun Nord                                    | Melun Nord                               | Melun Nord                            | Melun Nord                                    |
| TàD   | Desserte de la zone ⥋ Rabattement sur les points d'intérêt |                                       |                                       |                                       |                                       |                                               |                                          |                                       |                                               |
| TàD   | Ouverture / Fermeture 1er août 2021 / — | Longueur —                            | Durée —                               | Nb. d’arrêts 33                       | Matériel —                            | Jours de fonctionnement L, Ma, Me, J, V, S    | Jour / Soir / Nuit / Fêtes O / N / N / N | Voy. / an —                           | Exploitant Transdev Melun Val de Seine        |
| TàD   | Desserte : - Villes et Lieux desservies : - - Gares desservies : Melun |                                       |                                       |                                       |                                       |                                               |                                          |                                       |                                               |
| TàD   | Autre : - Zone traversée : - Arrêts non accessibles aux UFR : — - Amplitudes horaires : — - Particularités : Le service remplace aux heures creuses les lignes 3611 et 3613 du réseau de bus du Grand Melun. - Date de dernière mise à jour : 2 septembre 2023. |                                       |                                       |                                       |                                       |                                               |                                          |                                       |                                               |
| TàD   | Dernière actualisation : — |                                       |                                       |                                       |                                       |                                               |                                          |                                       |                                               |
| TàD   | Meulan - Les Mureaux | Meulan - Les Mureaux                  | Meulan - Les Mureaux                  | Meulan - Les Mureaux                  | Meulan - Les Mureaux                  | Meulan - Les Mureaux                          | Meulan - Les Mureaux                     | Meulan - Les Mureaux                  | Meulan - Les Mureaux                          |
| TàD   | ? ⥋ ? |                                       |                                       |                                       |                                       |                                               |                                          |                                       |                                               |
| TàD   | Ouverture / Fermeture 30 août 2021 / — | Longueur —                            | Durée —                               | Nb. d’arrêts —                        | Matériel —                            | Jours de fonctionnement —                     | Jour / Soir / Nuit / Fêtes — / — / — / — | Voy. / an —                           | Exploitant Keolis Seine et Oise Est           |
| TàD   | Desserte : - Gares desservies : Meulan - Hardricourt et Les Mureaux |                                       |                                       |                                       |                                       |                                               |                                          |                                       |                                               |
| TàD   | Autre : - Zone traversée : - Arrêts non accessibles aux UFR : — - Amplitudes horaires : — - Particularités : — - Date de dernière mise à jour : 10 mai 2022. |                                       |                                       |                                       |                                       |                                               |                                          |                                       |                                               |
| TàD   | Dernière actualisation : — |                                       |                                       |                                       |                                       |                                               |                                          |                                       |                                               |
| TàD   | Milly-la-Forêt | Milly-la-Forêt                        | Milly-la-Forêt                        | Milly-la-Forêt                        | Milly-la-Forêt                        | Milly-la-Forêt                                | Milly-la-Forêt                           | Milly-la-Forêt                        | Milly-la-Forêt                                |
| TàD   | Desserte de la zone ⥋ Boutigny-sur-Essonne / Maisse / Oncy-sur-École |                                       |                                       |                                       |                                       |                                               |                                          |                                       |                                               |
| TàD   | Ouverture / Fermeture 24 février 2020 / — | Longueur —                            | Durée —                               | Nb. d’arrêts —                        | Matériel —                            | Jours de fonctionnement L, Ma, Me, J, V, S    | Jour / Soir / Nuit / Fêtes O / N / N / N | Voy. / an —                           | Exploitant Keolis Val d'Essonne 2 Vallées     |
| TàD   | Desserte : - Villes et lieux desservis : Boutigny-sur-Essonne, Courances, Courdimanche-sur-Essonne, Dannemois, Maisse, Milly-la-Forêt, Moigny-sur-École, Mondeville, Oncy-sur-École, Soisy-sur-École et Videlles - Gares desservies : Maisse, Boutigny |                                       |                                       |                                       |                                       |                                               |                                          |                                       |                                               |
| TàD   | Autre : - Zones traversées : 5 - Arrêts non accessibles aux UFR : — - Amplitudes horaires : Le service fonctionne sur réservation du lundi au vendredi de 6 h 30 à 20 h 30 et le samedi de 6 h 30 à 19 h 30. - Particularités : Du lundi au vendredi en heures de pointe, soit avant 9 h et de 17 h à 19 h 30, le service est recentré sur Maisse, Milly-la-Forêt et Oncy-sur-École uniquement. - Date de dernière mise à jour : 29 juillet 2022. |                                       |                                       |                                       |                                       |                                               |                                          |                                       |                                               |
| TàD   | Dernière actualisation : — |                                       |                                       |                                       |                                       |                                               |                                          |                                       |                                               |
| TàD   | Montois | Montois                               | Montois                               | Montois                               | Montois                               | Montois                                       | Montois                                  | Montois                               | Montois                                       |
| TàD   | Gare de Provins ⥋ Desserte de la zone |                                       |                                       |                                       |                                       |                                               |                                          |                                       |                                               |
| TàD   | Ouverture / Fermeture 31 juillet 2023 / — | Longueur —                            | Durée —                               | Nb. d’arrêts —                        | Matériel —                            | Jours de fonctionnement L, Ma, Me, J, V, S    | Jour / Soir / Nuit / Fêtes O / N / N / N | Voy. / an —                           | Exploitant Francilité Grand Provinois         |
| TàD   | Desserte : - Villes et lieux desservis : - - Gares desservies : Provins et Longueville |                                       |                                       |                                       |                                       |                                               |                                          |                                       |                                               |
| TàD   | Autre : - Zones traversées : 5 - Arrêts non accessibles aux UFR : — - Amplitudes horaires : Le service fonctionne sur réservation du lundi au samedi. - Date de dernière mise à jour : 29 juillet 2023. |                                       |                                       |                                       |                                       |                                               |                                          |                                       |                                               |
| TàD   | Dernière actualisation : — |                                       |                                       |                                       |                                       |                                               |                                          |                                       |                                               |
| TàD   | Moret Seine et Loing | Moret Seine et Loing                  | Moret Seine et Loing                  | Moret Seine et Loing                  | Moret Seine et Loing                  | Moret Seine et Loing                          | Moret Seine et Loing                     | Moret Seine et Loing                  | Moret Seine et Loing                          |
| TàD   | Desserte de la zone ⥋ Moret-Loing-et-Orvanne |                                       |                                       |                                       |                                       |                                               |                                          |                                       |                                               |
| TàD   | Ouverture / Fermeture 4 avril 2020 / — | Longueur —                            | Durée —                               | Nb. d’arrêts —                        | Matériel —                            | Jours de fonctionnement L, Ma, Me, J, V       | Jour / Soir / Nuit / Fêtes O / N / N / N | Voy. / an —                           | Exploitant Transdev Pays de Fontainebleau     |
| TàD   | Desserte : - Villes et lieux desservis : Dormelles, Flagy, La Genevraye, Montigny-sur-Loing, Moret-Loing-et-Orvanne, Nanteau-sur-Lunain, Nonville, Paley, Remauville, Saint-Ange-le-Viel, Treuzy-Levelay, Ville-Saint-Jacques, Villecerf, Villemaréchal et Villemer. - Gares desservies : Moret-Veneux-les-Sablons |                                       |                                       |                                       |                                       |                                               |                                          |                                       |                                               |
| TàD   | Autre : - Zones traversées : 5 - Arrêts non accessibles aux UFR : — - Amplitudes horaires : Le service fonctionne sur réservation du lundi au vendredi à raison de deux à cinq départs aux horaires prédéfinis. - Particularités : Le service est découpé en deux zones. - Date de dernière mise à jour : 30 juillet 2023. |                                       |                                       |                                       |                                       |                                               |                                          |                                       |                                               |
| TàD   | Dernière actualisation : — |                                       |                                       |                                       |                                       |                                               |                                          |                                       |                                               |
| TàD   | Nangis - Saint-Just | Nangis - Saint-Just                   | Nangis - Saint-Just                   | Nangis - Saint-Just                   | Nangis - Saint-Just                   | Nangis - Saint-Just                           | Nangis - Saint-Just                      | Nangis - Saint-Just                   | Nangis - Saint-Just                           |
| TàD   | Gare de Nangis ⥋ Mairie de Saint-Just-en-Brie |                                       |                                       |                                       |                                       |                                               |                                          |                                       |                                               |
| TàD   | Ouverture / Fermeture 31 juillet 2023 / — | Longueur —                            | Durée —                               | Nb. d’arrêts 5                        | Matériel —                            | Jours de fonctionnement L, Ma, Me, J, V       | Jour / Soir / Nuit / Fêtes O / N / N / N | Voy. / an —                           | Exploitant Francilité Grand Provinois         |
| TàD   | Desserte : - Villes et lieux desservis : Nangis, Rampillon, La Croix-en-Brie, Châteaubleau et Saint-Just-en-Brie. - Gares desservies : Nangis |                                       |                                       |                                       |                                       |                                               |                                          |                                       |                                               |
| TàD   | Autre : - Zones traversées : 5 - Arrêts non accessibles aux UFR : — - Amplitudes horaires : Le service fonctionne sur réservation du lundi au vendredi à raison de trois allers-retours par jour. - Date de dernière mise à jour : 29 juillet 2023. |                                       |                                       |                                       |                                       |                                               |                                          |                                       |                                               |
| TàD   | Dernière actualisation : — |                                       |                                       |                                       |                                       |                                               |                                          |                                       |                                               |
| TàD   | Nangis - La Chapelle | Nangis - La Chapelle                  | Nangis - La Chapelle                  | Nangis - La Chapelle                  | Nangis - La Chapelle                  | Nangis - La Chapelle                          | Nangis - La Chapelle                     | Nangis - La Chapelle                  | Nangis - La Chapelle                          |
| TàD   | Gare de Nangis ⥋ La Chapelle-Rablais - Les Montils |                                       |                                       |                                       |                                       |                                               |                                          |                                       |                                               |
| TàD   | Ouverture / Fermeture 31 juillet 2023 / — | Longueur —                            | Durée —                               | Nb. d’arrêts 9                        | Matériel —                            | Jours de fonctionnement L, Ma, Me, J, V       | Jour / Soir / Nuit / Fêtes O / N / N / N | Voy. / an —                           | Exploitant ProCars                            |
| TàD   | Desserte : - Villes et lieux desservis : Nangis, Fontenailles, Saint-Ouen-en-Brie et La Chapelle-Rablais. - Gares desservies : Nangis |                                       |                                       |                                       |                                       |                                               |                                          |                                       |                                               |
| TàD   | Autre : - Zones traversées : 5 - Arrêts non accessibles aux UFR : — - Amplitudes horaires : Le service fonctionne sur réservation du lundi au vendredi à raison de trois allers-retours par jour. - Date de dernière mise à jour : 11 septembre 2023. |                                       |                                       |                                       |                                       |                                               |                                          |                                       |                                               |
| TàD   | Dernière actualisation : — |                                       |                                       |                                       |                                       |                                               |                                          |                                       |                                               |
| TàD   | Nemours | Nemours                               | Nemours                               | Nemours                               | Nemours                               | Nemours                                       | Nemours                                  | Nemours                               | Nemours                                       |
| TàD   | Desserte de la zone ⥋ Nemours / Saint-Pierre-les-Nemours |                                       |                                       |                                       |                                       |                                               |                                          |                                       |                                               |
| TàD   | Ouverture / Fermeture 6 janvier 2020 / — | Longueur —                            | Durée —                               | Nb. d’arrêts —                        | Matériel —                            | Jours de fonctionnement L, Ma, Me, J, V       | Jour / Soir / Nuit / Fêtes O / N / N / N | Voy. / an —                           | Exploitant Transdev Vallée du Loing           |
| TàD   | Desserte : - Villes et lieux desservis : Aufferville, Bagneaux-sur-Loing, Bransles, Bouligny, Chaintreaux, Châtenoy, Egreville, Faÿ-lès-Nemours, La Madeleine-sur-Loing, Nanteau-sur-Lunain, Nemours, Nonville, Ormesson, Paley, Poligny, Remauville, Saint-Pierre-les-Nemours et Treuzy-Levelay. - Gares desservies : Nemours - Saint-Pierre |                                       |                                       |                                       |                                       |                                               |                                          |                                       |                                               |
| TàD   | Autre : - Zones traversées : 5 - Arrêts non accessibles aux UFR : — - Amplitudes horaires : Le service fonctionne sur réservation du lundi au vendredi de 9 h à 12 h et de 13 h 30 à 16 h 30. - Particularités : Le service est découpé en deux zones. - Date de dernière mise à jour : 30 juillet 2023. |                                       |                                       |                                       |                                       |                                               |                                          |                                       |                                               |
| TàD   | Dernière actualisation : — |                                       |                                       |                                       |                                       |                                               |                                          |                                       |                                               |
| TàD   | Nemours Centre | Nemours Centre                        | Nemours Centre                        | Nemours Centre                        | Nemours Centre                        | Nemours Centre                                | Nemours Centre                           | Nemours Centre                        | Nemours Centre                                |
| TàD   | Desserte de la zone ⥋ Gare de Nemours - Saint-Pierre |                                       |                                       |                                       |                                       |                                               |                                          |                                       |                                               |
| TàD   | Ouverture / Fermeture 1er août 2023 / — | Longueur —                            | Durée —                               | Nb. d’arrêts —                        | Matériel —                            | Jours de fonctionnement L, Ma, Me, J, V       | Jour / Soir / Nuit / Fêtes O / N / N / N | Voy. / an —                           | Exploitant Transdev Vallée du Loing           |
| TàD   | Desserte : - Villes et lieux desservis : Nemours, Saint-Pierre-lès-Nemours, Darvault et Montcourt-Fromonville - Gares desservies : Nemours - Saint-Pierre |                                       |                                       |                                       |                                       |                                               |                                          |                                       |                                               |
| TàD   | Autre : - Zones traversées : 5 - Arrêts non accessibles aux UFR : — - Amplitudes horaires : Le service fonctionne sur réservation du lundi au vendredi de 9 h à 16 h 30. - Particularités : Il remplace les lignes 1, 2 et 3 du réseau de bus Vallée du Loing - Nemours en heures creuses. - Date de dernière mise à jour : 30 juillet 2023. |                                       |                                       |                                       |                                       |                                               |                                          |                                       |                                               |
| TàD   | Dernière actualisation : — |                                       |                                       |                                       |                                       |                                               |                                          |                                       |                                               |
| TàD   | Ourcq Ouest | Ourcq Ouest                           | Ourcq Ouest                           | Ourcq Ouest                           | Ourcq Ouest                           | Ourcq Ouest                                   | Ourcq Ouest                              | Ourcq Ouest                           | Ourcq Ouest                                   |
| TàD   | Desserte de la zone ⥋ Rabattement aux gares ou aux points d'intérêts |                                       |                                       |                                       |                                       |                                               |                                          |                                       |                                               |
| TàD   | Ouverture / Fermeture 31 juillet 2023 / — | Longueur —                            | Durée —                               | Nb. d’arrêts —                        | Matériel —                            | Jours de fonctionnement L, Ma, Me, J, V, S    | Jour / Soir / Nuit / Fêtes O / N / N / N | Voy. / an —                           | Exploitant Transdev Marne-et-Ourcq            |
| TàD   | Desserte : - Villes et lieux desservis : Lizy-sur-Ourcq, May-en-Multien, Le Plessis-Placy, Vincy-Manœuvre, Puisieux et Douy-la-Ramée. - Gares desservies : Lizy-sur-Ourcq |                                       |                                       |                                       |                                       |                                               |                                          |                                       |                                               |
| TàD   | Autre : - Zones traversées : 5 - Arrêts non accessibles aux UFR : — - Amplitudes horaires : Le service fonctionne sur réservation du lundi au vendredi de 6 h à 19 h 35 et le samedi de 9 h à 16 h. - Date de dernière mise à jour : 7 août 2023. |                                       |                                       |                                       |                                       |                                               |                                          |                                       |                                               |
| TàD   | Dernière actualisation : — |                                       |                                       |                                       |                                       |                                               |                                          |                                       |                                               |
| TàD   | Ourcq Est | Ourcq Est                             | Ourcq Est                             | Ourcq Est                             | Ourcq Est                             | Ourcq Est                                     | Ourcq Est                                | Ourcq Est                             | Ourcq Est                                     |
| TàD   | Desserte de la zone ⥋ Rabattement aux gares ou aux points d'intérêts |                                       |                                       |                                       |                                       |                                               |                                          |                                       |                                               |
| TàD   | Ouverture / Fermeture 31 juillet 2023 / — | Longueur —                            | Durée —                               | Nb. d’arrêts —                        | Matériel —                            | Jours de fonctionnement L, Ma, Me, J, V, S    | Jour / Soir / Nuit / Fêtes O / N / N / N | Voy. / an —                           | Exploitant Transdev Marne-et-Ourcq            |
| TàD   | Desserte : - Villes et lieux desservis : Lizy-sur-Ourcq, Ocquerre, Vendrest, Coulombs-en-Valois, Germigny-sous-Coulombs, Dhuisy, Cocherel, Tancrou et Jaignes. - Gares desservies : Lizy-sur-Ourcq |                                       |                                       |                                       |                                       |                                               |                                          |                                       |                                               |
| TàD   | Autre : - Zones traversées : 5 - Arrêts non accessibles aux UFR : — - Amplitudes horaires : Le service fonctionne sur réservation du lundi au vendredi de 6 h à 19 h 35 et le samedi de 9 h à 16 h. - Date de dernière mise à jour : 29 juillet 2023. |                                       |                                       |                                       |                                       |                                               |                                          |                                       |                                               |
| TàD   | Dernière actualisation : — |                                       |                                       |                                       |                                       |                                               |                                          |                                       |                                               |
| TàD   | Pays de Limours | Pays de Limours                       | Pays de Limours                       | Pays de Limours                       | Pays de Limours                       | Pays de Limours                               | Pays de Limours                          | Pays de Limours                       | Pays de Limours                               |
| TàD   | Desserte de la zone ⥋ Rabattement à la gare ou desserte entre communes |                                       |                                       |                                       |                                       |                                               |                                          |                                       |                                               |
| TàD   | Ouverture / Fermeture — / — | Longueur —                            | Durée —                               | Nb. d’arrêts —                        | Matériel —                            | Jours de fonctionnement L, Ma, Me, J, V       | Jour / Soir / Nuit / Fêtes O / N / N / N | Voy. / an —                           | Exploitant Transdev Sud Yvelines              |
| TàD   | Desserte : - Villes et lieux desservis : Briis-sous-Forges, Limours, Forges-les-Bains, Angervilliers, Janvry, Vaugrigneuse, Fontenay-lès-Briis, Saint-Maurice-Montcouronne, Courson-Monteloup, Gometz-la-Ville, Pecqueuse - Gares desservies : Breuillet-Village |                                       |                                       |                                       |                                       |                                               |                                          |                                       |                                               |
| TàD   | Autre : - Zones traversées : 5 - Arrêts non accessibles aux UFR : — - Amplitudes horaires : Le service fonctionne sur réservation du lundi au vendredi de 6 h 10 à 19 h 45. - Particularités : En heures de pointe, soit avant 9 h et après 16 h 30, le service fonctionne en rabattement sur la gare autoroutière de Briis-sous-Forges ou la gare de Breuillet-Village ; aux heures creuses, le service permet de se déplacer entre deux arrêts. - Date de dernière mise à jour : 30 décembre 2023. |                                       |                                       |                                       |                                       |                                               |                                          |                                       |                                               |
| TàD   | Dernière actualisation : — |                                       |                                       |                                       |                                       |                                               |                                          |                                       |                                               |
| TàD   | Pays de Meaux | Pays de Meaux                         | Pays de Meaux                         | Pays de Meaux                         | Pays de Meaux                         | Pays de Meaux                                 | Pays de Meaux                            | Pays de Meaux                         | Pays de Meaux                                 |
| TàD   | Desserte de la zone ⥋ Rabattement aux gares ou aux points d'intérêts |                                       |                                       |                                       |                                       |                                               |                                          |                                       |                                               |
| TàD   | Ouverture / Fermeture 2019 / — | Longueur —                            | Durée —                               | Nb. d’arrêts —                        | Matériel —                            | Jours de fonctionnement L, Ma, Me, J, V, S    | Jour / Soir / Nuit / Fêtes O / N / N / N | Voy. / an —                           | Exploitant Transdev Marne-et-Ourcq            |
| TàD   | Desserte : - Villes et lieux desservis : Boutigny, Isles-lès-Villenoy, Meaux, Poincy, Saint-Fiacre, Trilbardou, Trilport, Vignely, Villemareuil - Gares desservies : Meaux et Trilport |                                       |                                       |                                       |                                       |                                               |                                          |                                       |                                               |
| TàD   | Autre : - Zones traversées : 5 - Arrêts non accessibles aux UFR : — - Amplitudes horaires : Le service fonctionne sur réservation du lundi au vendredi de 9 h 30 à 16 h 30 pour les zones R et S et du lundi au samedi de 5 h 40 à 21 h 25 pour la zone P. - Particularités : Le service est découpé en trois zones : - Zone P : Desserte de la ZI de Poincy depuis le terminus Georges Claude de la ligne A du réseau de bus Meaux et Ourcq ; - Zone R : Desserte de Isles-lès-Villenoy, Trilbardou et Vignely vers Meaux ; - Zone S : Desserte de Boutigny, Saint-Fiacre et Villemareuil vers Meaux et Trilport. - Date de dernière mise à jour : 29 juillet 2022. |                                       |                                       |                                       |                                       |                                               |                                          |                                       |                                               |
| TàD   | Dernière actualisation : — |                                       |                                       |                                       |                                       |                                               |                                          |                                       |                                               |
| TàD   | Rambouillet | Rambouillet                           | Rambouillet                           | Rambouillet                           | Rambouillet                           | Rambouillet                                   | Rambouillet                              | Rambouillet                           | Rambouillet                                   |
| TàD   | Desserte de la zone ⥋ Ablis / Dourdan / Bonnelles / Les Bréviaires / Bullion / Clairefontaine-en-Yvelines / Les Essarts-le-Roi / Gazeran / Le Perray-en-Yvelines / Rambouillet |                                       |                                       |                                       |                                       |                                               |                                          |                                       |                                               |
| TàD   | Ouverture / Fermeture janvier 2020 / — | Longueur —                            | Durée —                               | Nb. d’arrêts —                        | Matériel —                            | Jours de fonctionnement L, Ma, Me, J, V, S    | Jour / Soir / Nuit / Fêtes O / N / N / N | Voy. / an —                           | Exploitant Transdev Sud Yvelines              |
| TàD   | Desserte : - Villes et lieux desservis : Les 36 communes de Rambouillet Territoires - Gares desservies : Dourdan, Les Essarts-le-Roi, Gazeran, Le Perray, Rambouillet |                                       |                                       |                                       |                                       |                                               |                                          |                                       |                                               |
| TàD   | Autre : - Zones traversées : 5 - Arrêts non accessibles aux UFR : — - Amplitudes horaires : Le service fonctionne sur réservation du lundi au vendredi de 9 h à 15 h 35 et le samedi de 9 h à 18 h 50. - Particularités : Le service est découpé en trois zones : ouest, est et sud. - Date de dernière mise à jour : 30 décembre 2023. |                                       |                                       |                                       |                                       |                                               |                                          |                                       |                                               |
| TàD   | Dernière actualisation : — |                                       |                                       |                                       |                                       |                                               |                                          |                                       |                                               |
| TàD   | Sainte-Assise | Sainte-Assise                         | Sainte-Assise                         | Sainte-Assise                         | Sainte-Assise                         | Sainte-Assise                                 | Sainte-Assise                            | Sainte-Assise                         | Sainte-Assise                                 |
| TàD   | Desserte de la zone ⥋ Cesson / Le Mée-sur-Seine / Saint-Fargeau-Ponthierry / Seine-Port |                                       |                                       |                                       |                                       |                                               |                                          |                                       |                                               |
| TàD   | Ouverture / Fermeture 1er août 2021 / — | Longueur —                            | Durée —                               | Nb. d’arrêts 21                       | Matériel —                            | Jours de fonctionnement L, Ma, Me, J, V       | Jour / Soir / Nuit / Fêtes O / N / N / N | Voy. / an —                           | Exploitant Transdev Melun Val de Seine        |
| TàD   | Desserte : - Villes et lieux desservis : Boissettes, Boissise-la-Bertrand, Cesson, Le Mée-sur-Seine et Seine-Port - Gares desservies : Cesson, Le Mée et Ponthierry - Pringy |                                       |                                       |                                       |                                       |                                               |                                          |                                       |                                               |
| TàD   | Autre : - Zone traversée : 5 - Arrêts non accessibles aux UFR : — - Amplitudes horaires : Le service fonctionne du lundi au vendredi de 9 h 50 à 15 h 45. - Particularités : Le service remplace aux heures creuses les lignes 3630 et 3634 du réseau de bus du Grand Melun. - Date de dernière mise à jour : 2 septembre 2023. |                                       |                                       |                                       |                                       |                                               |                                          |                                       |                                               |
| TàD   | Dernière actualisation : — |                                       |                                       |                                       |                                       |                                               |                                          |                                       |                                               |
| TàD   | Saint-Fargeau | Saint-Fargeau                         | Saint-Fargeau                         | Saint-Fargeau                         | Saint-Fargeau                         | Saint-Fargeau                                 | Saint-Fargeau                            | Saint-Fargeau                         | Saint-Fargeau                                 |
| TàD   | Desserte de la zone ⥋ Rabattement aux points d'intérêt |                                       |                                       |                                       |                                       |                                               |                                          |                                       |                                               |
| TàD   | Ouverture / Fermeture 1er août 2021 / — | Longueur —                            | Durée —                               | Nb. d’arrêts 25                       | Matériel —                            | Jours de fonctionnement L, Ma, Me, J, V, S    | Jour / Soir / Nuit / Fêtes O / N / N / N | Voy. / an —                           | Exploitant Transdev Melun Val de Seine        |
| TàD   | Desserte : - Villes et lieux desservis : Saint-Fargeau-Ponthierry - Gares desservies : Ponthierry - Pringy et Saint-Fargeau |                                       |                                       |                                       |                                       |                                               |                                          |                                       |                                               |
| TàD   | Autre : - Zone traversée : - Arrêts non accessibles aux UFR : — - Amplitudes horaires : Le service fonctionne du lundi au samedi de 6 h à 20 h. - Particularités : Le service fonctionne en rabattement vers les points d'intérêt. - Date de dernière mise à jour : 10 mai 2022. |                                       |                                       |                                       |                                       |                                               |                                          |                                       |                                               |
| TàD   | Dernière actualisation : — |                                       |                                       |                                       |                                       |                                               |                                          |                                       |                                               |
| TàD   | Siyonne | Siyonne                               | Siyonne                               | Siyonne                               | Siyonne                               | Siyonne                                       | Siyonne                                  | Siyonne                               | Siyonne                                       |
| TàD   | Desserte de la zone ⥋ Cannes-Écluse / La Grande-Paroisse / Marolles-sur-Seine / Montereau-Fault-Yonne / Saint-Germain-Laval / Varennes-sur-Seine / Voulx |                                       |                                       |                                       |                                       |                                               |                                          |                                       |                                               |
| TàD   | Ouverture / Fermeture 2020 / — | Longueur —                            | Durée —                               | Nb. d’arrêts —                        | Matériel —                            | Jours de fonctionnement L, Ma, Me, J, V, S    | Jour / Soir / Nuit / Fêtes O / N / N / N | Voy. / an —                           | Exploitant Francilité Pays de Montereau       |
| TàD   | Desserte : - Villes et lieux desservis : Les 21 communes membres du syndicat intercommunal des transports collectifs de Montereau et ses environs. - Gare desservie : Montereau |                                       |                                       |                                       |                                       |                                               |                                          |                                       |                                               |
| TàD   | Autre : - Zones traversées : 5 - Arrêts non accessibles aux UFR : — - Amplitudes horaires : Le service fonctionne sur réservation du lundi au vendredi de 6 h à 19 h 15 ; jusqu'à 9 h puis après 17 h 15 les horaires sont faits de façon à garantir la correspondance avec le Transilien en gare de Montereau. En soirée, un départ est assuré à 20 h 13 depuis la gare vers l'ensemble des zones couvertes. Le service fonctionne sur réservation de 6 h à 21 h. - Particularités : Le service est découpé en trois quatre zones (1 à 4). - Date de dernière mise à jour : 30 juillet 2023. |                                       |                                       |                                       |                                       |                                               |                                          |                                       |                                               |
| TàD   | Dernière actualisation : — |                                       |                                       |                                       |                                       |                                               |                                          |                                       |                                               |
| TàD   | Vallée de Chevreuse | Vallée de Chevreuse                   | Vallée de Chevreuse                   | Vallée de Chevreuse                   | Vallée de Chevreuse                   | Vallée de Chevreuse                           | Vallée de Chevreuse                      | Vallée de Chevreuse                   | Vallée de Chevreuse                           |
| TàD   | Desserte de la zone ⥋ Rabattement sur les gares ou entre communes |                                       |                                       |                                       |                                       |                                               |                                          |                                       |                                               |
| TàD   | Ouverture / Fermeture 2020 / — | Longueur —                            | Durée —                               | Nb. d’arrêts —                        | Matériel —                            | Jours de fonctionnement L, Ma, Me, J, V       | Jour / Soir / Nuit / Fêtes O / N / N / N | Voy. / an —                           | Exploitant Transdev Sud Yvelines              |
| TàD   | Desserte : - Villes et lieux desservis : Saint-Lambert-des-Bois, Milon-la-Chapelle, Saint-Rémy-lès-Chevreuse, Choisel, Chevreuse, Saint-Forget, Dampierre-en-Yvelines, Senlisse, Boullay-les-Troux, Les Molières, Lévis-Saint-Nom, La Celle-les-Bordes et Cernay-la-Ville - Gares desservies : Les Essarts-le-Roi et Saint-Rémy-lès-Chevreuse |                                       |                                       |                                       |                                       |                                               |                                          |                                       |                                               |
| TàD   | Autre : - Zones traversées : 5 - Arrêts non accessibles aux UFR : — - Amplitudes horaires : Le service fonctionne sur réservation du lundi au vendredi de 7 h à 19 h 45. - Particularités : En heures de pointe, soit jusqu'à 9 h 30 puis après 16 h 30, le service fonctionne en rabattement vers les gares RER et Transilien. Aux heures creuses, le service permet des déplacements entre communes. - Date de dernière mise à jour : 30 décembre 2023. |                                       |                                       |                                       |                                       |                                               |                                          |                                       |                                               |
| TàD   | Dernière actualisation : — |                                       |                                       |                                       |                                       |                                               |                                          |                                       |                                               |
| TàD   | Vexin Est | Vexin Est                             | Vexin Est                             | Vexin Est                             | Vexin Est                             | Vexin Est                                     | Vexin Est                                | Vexin Est                             | Vexin Est                                     |
| TàD   | Desserte de la zone ⥋ Marines / Osny / Pontoise |                                       |                                       |                                       |                                       |                                               |                                          |                                       |                                               |
| TàD   | Ouverture / Fermeture 2020 / — | Longueur —                            | Durée —                               | Nb. d’arrêts —                        | Matériel —                            | Jours de fonctionnement L, Ma, Me, J, V       | Jour / Soir / Nuit / Fêtes O / N / N / N | Voy. / an —                           | Exploitant Transdev Vexin                     |
| TàD   | Desserte : - Gares desservies : Aucune. |                                       |                                       |                                       |                                       |                                               |                                          |                                       |                                               |
| TàD   | Autre : - Zone traversée : 5 - Arrêts non accessibles aux UFR : — - Amplitudes horaires : Le service fonctionne du lundi au vendredi de 9 h à 19 h 30. - Particularités : — - Date de dernière mise à jour : 10 mai 2022. |                                       |                                       |                                       |                                       |                                               |                                          |                                       |                                               |
| TàD   | Dernière actualisation : — |                                       |                                       |                                       |                                       |                                               |                                          |                                       |                                               |
| TàD   | Vexin Ouest | Vexin Ouest                           | Vexin Ouest                           | Vexin Ouest                           | Vexin Ouest                           | Vexin Ouest                                   | Vexin Ouest                              | Vexin Ouest                           | Vexin Ouest                                   |
| TàD   | Desserte de la zone ⥋ Aincourt / Magny-en-Vexin / Mantes-la-Jolie |                                       |                                       |                                       |                                       |                                               |                                          |                                       |                                               |
| TàD   | Ouverture / Fermeture 2021 / — | Longueur —                            | Durée —                               | Nb. d’arrêts —                        | Matériel —                            | Jours de fonctionnement L, Ma, Me, J, V, S    | Jour / Soir / Nuit / Fêtes O / N / N / N | Voy. / an —                           | Exploitant Transdev Vexin                     |
| TàD   | Desserte : - Gares desservies : Mantes-la-Jolie |                                       |                                       |                                       |                                       |                                               |                                          |                                       |                                               |
| TàD   | Autre : - Zone traversée : 5 - Arrêts non accessibles aux UFR : — - Amplitudes horaires : Le service fonctionne du lundi au samedi de 6 h à 20 h. - Particularités : — - Date de dernière mise à jour : 10 mai 2022. |                                       |                                       |                                       |                                       |                                               |                                          |                                       |                                               |
| TàD   | Dernière actualisation : — |                                       |                                       |                                       |                                       |                                               |                                          |                                       |                                               |
| TàD   | 3144 | 3144                                  | 3144                                  | 3144                                  | 3144                                  | 3144                                          | 3144                                     | 3144                                  | 3144                                          |
| TàD   | Gare d'Ozoir-la-Ferrière ⥋ Férolles-Attilly — Hôpital Forcilles |                                       |                                       |                                       |                                       |                                               |                                          |                                       |                                               |
| TàD   | Ouverture / Fermeture — / — | Longueur —                            | Durée 35 min                          | Nb. d’arrêts 14                       | Matériel —                            | Jours de fonctionnement L, Ma, Me, J, V       | Jour / Soir / Nuit / Fêtes O / N / N / N | Voy. / an —                           | Exploitant Keolis Portes et Val de Brie       |
| TàD   | Desserte : - Gares desservies : Ozoir-la-Ferrière |                                       |                                       |                                       |                                       |                                               |                                          |                                       |                                               |
| TàD   | Autre : - Zone traversée : 5 - Arrêts non accessibles aux UFR : — - Amplitudes horaires : Le service fonctionne du lundi au vendredi de 9 h à 17 h 25. - Particularités : Le service reprend la desserte de la ligne 3144 du réseau de bus Pays Briard. |                                       |                                       |                                       |                                       |                                               |                                          |                                       |                                               |
| TàD   | Dernière actualisation : 21 mars 2025 |                                       |                                       |                                       |                                       |                                               |                                          |                                       |                                               |
| TàD   | 3149 | 3149                                  | 3149                                  | 3149                                  | 3149                                  | 3149                                          | 3149                                     | 3149                                  | 3149                                          |
| TàD   | Serris — Village Nature ⥋ Fontenay-Trésigny — Coubertin |                                       |                                       |                                       |                                       |                                               |                                          |                                       |                                               |
| TàD   | Ouverture / Fermeture — / — | Longueur —                            | Durée 20-25 min                       | Nb. d’arrêts 3                        | Matériel —                            | Jours de fonctionnement L, Ma, Me, J, V       | Jour / Soir / Nuit / Fêtes O / N / N / N | Voy. / an —                           | Exploitant Keolis Portes et Val de Brie       |
| TàD   | Desserte : - Gares desservies : Marles-en-Brie |                                       |                                       |                                       |                                       |                                               |                                          |                                       |                                               |
| TàD   | Autre : - Zone traversée : 5 - Arrêts non accessibles aux UFR : — - Amplitudes horaires : Le service fonctionne du lundi au vendredi de 6 h 50 à 8 h 46 le matin, et le soir à 17 h 30. - Particularités : Le service relie les communes de Fontenay-Trésigny et La Houssaye-en-Brie au Village Nature à raison de 3 courses le matin à 6h49, 7h46 et 8h46 depuis l'arrêt "Coubertin" à Fontenay-Trésigny en passant par la gare de Marles-en-Brie afin d'assurer la connexion avec l'Express 02 en direction de la gare de Meaux. Le soir, le service effectue 1 course à 17h30 après le passage de l'Express 02 depuis le Village Nature en direction de "Coubertin". |                                       |                                       |                                       |                                       |                                               |                                          |                                       |                                               |
| TàD   | Dernière actualisation : 21 mars 2025 |                                       |                                       |                                       |                                       |                                               |                                          |                                       |                                               |
| TàD   | Gretz - Tournan | Gretz - Tournan                       | Gretz - Tournan                       | Gretz - Tournan                       | Gretz - Tournan                       | Gretz - Tournan                               | Gretz - Tournan                          | Gretz - Tournan                       | Gretz - Tournan                               |
| TàD   | Desserte de la zone ⥋ Gretz-Armainvilliers et Tournan-en-Brie |                                       |                                       |                                       |                                       |                                               |                                          |                                       |                                               |
| TàD   | Ouverture / Fermeture 17 février 2025 / — | Longueur —                            | Durée —                               | Nb. d’arrêts 33                       | Matériel —                            | Jours de fonctionnement L, Ma, Me, J, V, S, D | Jour / Soir / Nuit / Fêtes O / N / N / N | Voy. / an —                           | Exploitant Keolis Portes et Val de Brie       |
| TàD   | Desserte : - Gares desservies : Gretz-Armainvillers et Tournan. |                                       |                                       |                                       |                                       |                                               |                                          |                                       |                                               |
| TàD   | Autre : - Zone traversée : 5 - Arrêts non accessibles aux UFR : — - Amplitudes horaires : Le service fonctionne du lundi au dimanche de 9 h à 17 h. - Particularités : Le service dessert les communes de Gretz-Armainvilliers et Tournan-en-Brie de 9h00 à 17h00. |                                       |                                       |                                       |                                       |                                               |                                          |                                       |                                               |
| TàD   | Dernière actualisation : 21 mars 2025 |                                       |                                       |                                       |                                       |                                               |                                          |                                       |                                               |

#### Autres
| Ligne | Caractéristiques | Caractéristiques                                                      | Caractéristiques                                                      | Caractéristiques                                                      | Caractéristiques                                                      | Caractéristiques                                                      | Caractéristiques                                                      | Caractéristiques                                                      | Caractéristiques                                                      |
| TàD   | Bassin chellois | Bassin chellois                                                       | Bassin chellois                                                       | Bassin chellois                                                       | Bassin chellois                                                       | Bassin chellois                                                       | Bassin chellois                                                       | Bassin chellois                                                       | Bassin chellois                                                       |
| TàD   | Desserte de la zone ⥋ Dépose à des points d'arrêts du bassin chellois | Desserte de la zone ⥋ Dépose à des points d'arrêts du bassin chellois | Desserte de la zone ⥋ Dépose à des points d'arrêts du bassin chellois | Desserte de la zone ⥋ Dépose à des points d'arrêts du bassin chellois | Desserte de la zone ⥋ Dépose à des points d'arrêts du bassin chellois | Desserte de la zone ⥋ Dépose à des points d'arrêts du bassin chellois | Desserte de la zone ⥋ Dépose à des points d'arrêts du bassin chellois | Desserte de la zone ⥋ Dépose à des points d'arrêts du bassin chellois | Desserte de la zone ⥋ Dépose à des points d'arrêts du bassin chellois |
| ----- | --- | --------------------------------------------------------------------- | --------------------------------------------------------------------- | --------------------------------------------------------------------- | --------------------------------------------------------------------- | --------------------------------------------------------------------- | --------------------------------------------------------------------- | --------------------------------------------------------------------- | --------------------------------------------------------------------- |
| TàD   | Ouverture / Fermeture 9 mai 2022 / — | Longueur —                                                            | Durée —                                                               | Nb. d’arrêts 38                                                       | Matériel —                                                            | Jours de fonctionnement L, Ma, Me, J, V, S                            | Jour / Soir / Nuit / Fêtes O / O / N / O                              | Voy. / an —                                                           | Exploitant Keolis Grand Paris Vallée de la Marne                      |
| TàD   | Desserte : - Villes et lieux desservis : Brou-sur-Chantereine, Chelles, Claye-Souilly, Courtry, Le Pin, Marne-la-Vallée, Vaires-sur-Marne et Villevaudé - Gares desservies : Chelles - Gournay et Vaires - Torcy |                                                                       |                                                                       |                                                                       |                                                                       |                                                                       |                                                                       |                                                                       |                                                                       |
| TàD   | Autre : - Zones traversées : 5 - Arrêts non accessibles aux UFR : — - Amplitudes horaires : Le service fonctionne sur réservation du lundi au samedi de 4 h 30 à 5 h 30 et de 21 h 30 à 0 h 30 et les dimanches et fêtes de 6 h à 23 h, avec un périmètre étendu à Claye-Souilly. La desserte des hôpitaux de Marne-la-Vallée est effectuée tous les jours de 6 h à 21 h. - Histoire : Dès l'été 2008, la navette du bassin chellois (ex-Apolo+) est un service bénéficiant du soutien financier du Conseil général de Seine-et-Marne. À ce titre, et de même que l'ensemble des services de transport à la demande aidés par le Département, une charte graphique spécifique a été créée et habille les deux minibus de ce service. L'ex-Apolo+ est devenu orange mais est resté le même. De plus, si lors de sa mise en œuvre, il n'était pas prévu de fonctionnement estival du service de la navette du bassin chellois, son maintien en juillet et août est vite apparu comme une évidence en raison de la diminution importante de l'offre de transport durant cette période de l'année. C'est pourquoi, la navette du bassin chellois fonctionne 364 jours sur 365 : seul le 1er mai reste le jour où aucun service n'est assuré. Le TàD Bassin Chellois remplace l'ancien service La Navette depuis le 9 mai 2022. - Date de dernière mise à jour : 16 août 2025. |                                                                       |                                                                       |                                                                       |                                                                       |                                                                       |                                                                       |                                                                       |                                                                       |
| TàD   | Dernière actualisation : — |                                                                       |                                                                       |                                                                       |                                                                       |                                                                       |                                                                       |                                                                       |                                                                       |

#### Filéo

Logo du service Filéo.

Filéo est la dénomination du service de transport à la demande (TAD) de la plateforme de l'aéroport de Paris-Charles-de-Gaulle. Ce service de bus est destiné aux employés de la plateforme aéroportuaire. La desserte de l'aéroport lui-même et de la zone de fret est privilégiée, le service de commune à commune n'étant pas autorisé.
Filéo est un service conçu, mis en place et financé principalement par Île-de-France Mobilités (ex-STIF), qui est exploité par Keolis dans le cadre d’un contrat de délégation de service public (DSP). Il est le fruit de la collaboration entre le conseil départemental du Val-d'Oise, le conseil départemental de Seine-et-Marne, la Communauté d'agglomération Terres de France (intégrée à l'Établissement public territorial Paris Terres d'Envol), la société anonyme Aéroports de Paris, Air France et le STIF. Ce service était auparavant dénommé Allobus.
Ce service de transport à la demande permet aux personnes travaillant dans les entreprises situées sur la plateforme de l'aéroport de Paris-Charles-de-Gaulle de s'y rendre et d'en revenir 24 heures sur 24 et 7 jours sur 7. Il offre une solution alternative à l'emprunt d'une ligne régulière de bus et à l'usage de la voiture personnelle. De nombreux usagers du réseau Filéo ne possèdent d'ailleurs pas de voiture, ou n'ont pas de permis de conduire ; le service de bus leur permet de se rendre sur leur lieu de travail, et par là même d'accéder à l'emploi. Lorsqu'elles ne circulent plus, Filéo prend le relais des lignes régulières 23 et 701 du réseau de bus Roissy Est et 32, 95-02, R1, R2, R4 et T'bus du réseau de bus Roissy Ouest pour rejoindre la zone aéroportuaire.
Plus grand service de TAD d’Europe, Filéo transporte 380 000 voyageurs par an en 2016.
Il est ainsi possible de voyager :
- sans réservation aux horaires des lignes régulières ;
- avec réservation au moins 60 minutes à l'avance, au 01 74 37 24 77, pour voyager sur Filéo, en dehors des horaires des lignes régulières.

En décembre 2017, Île-de-France Mobilités renouvelle la délégation de service à Keolis, via Keolis Mobilité Roissy, pour gérer ce réseau de 2018 à 2024 ainsi que les lignes de bus Express à destination de Roissy (100 Persan-Roissypole, 100 Chelles-Roissypole). Le délégataire s'est engagé à réaliser un nouveau dépôt de haute qualité environnementale (HQE) au Mesnil-Amelot avec un parc de véhicules fonctionnant intégralement au gaz naturel pour véhicules (GNV – Bio GNV) dès 2020. Prévu pour générer un chiffre d’affaires cumulé de 77 millions d’euros, le contrat prévoit une augmentation de la fréquentation de 70 % sur le service Filéo et les lignes Express à horizon 2023. Keolis entend valoriser l’intermodalité et la complémentarité des différents modes comme l’autocar, le minicar et les véhicules légers partagés développés par sa filiale VTC LeCab. Au 1er janvier 2024 et à l'issue du contrat sortant, l'exploitation est reprise par Keolis Roissy Pays de France Ouest qui exploite le réseau de bus Roissy Ouest depuis 2023 dans le cadre de l'ouverture à la concurrence des transports en commun en Île-de-France.
Le réseau Filéo est composé de lignes desservant l'aéroport de Roissy au départ de 23 communes des départements du Val-d'Oise, de la Seine-Saint-Denis et de Seine-et-Marne : Aulnay, Arnouville, Dammartin-en-Goële, Garges-lès-Gonesse, Gonesse, Goussainville, Le Mesnil-Amelot, Le Thillay, Longperrier, Mitry-Mory, Othis, Roissy-en-France, Sarcelles, Sevran, Tremblay-en-France, Villeneuve-sous-Dammartin, Villeparisis, Villepinte, Villiers-le-Bel et, depuis le 16 décembre 2013, Puiseux-en-France, Fosses, Marly-la-Ville et Louvres.
Le réseau se décompose en sept lignes remisées dans les dépôts de Goussainville, Tremblay-en-France et de Dammartin-en-Goële.
| Ligne           | Dessertes principales |
| --------------- | --- |
| Goussainville   | Gare de Goussainville ↔ Gare des Noues ↔ Aéroport CDG 1 (RER B, CDGVAL) |
| Othis           | Othis - Beaupré ↔ Aéroport CDG 1 (RER B, CDGVAL) |
| Roissy Sud      | Aulnay-sous-Bois, Le Blanc-Mesnil, Mitry-Mory, Sevran, Tremblay-en-France, Villeparisis et Villepinte (RER B) ↔ Gare de Mitry - Claye ↔ Gare de Villeparisis - Mitry-le-Neuf ↔ Gare du Vert-Galant ↔ Gare de Sevran - Livry ↔ Gare de Sevran - Beaudottes ↔ Gare de Survilliers - Fosses ↔ Aéroport CDG 1 (RER B, CDGVAL) |
| Saint-Pathus    | Saint-Pathus - Les Frênes ↔ Gare de Dammartin - Juilly - Saint-Mard ↔ Aéroport CDG 1 (RER B, CDGVAL) |
| Sarcelles       | Gare de Sarcelles - Saint-Brice ↔ Gare de Garges - Sarcelles ↔ Aéroport CDG 1 (RER B, CDGVAL) |
| Survilliers     | Survilliers - Les Grands Prés ↔ Gare de Louvres ↔ Aéroport CDG 1 (RER B, CDGVAL) |
| Villiers-le-Bel | Villiers-le-Bel - Puits-de-la-Marlière ↔ Aéroport CDG 1 (RER B, CDGVAL) |

## Parc de véhicules

### Minibus
| Constructeur  | Modèle           | Nombre     | Période de mise en service | Numéros de parc                                                                   | Affectation     | Observation                       |
| ------------- | ---------------- | ---------- | -------------------------- | --------------------------------------------------------------------------------- | --------------- | --------------------------------- |
| Fiat          | Ducato           | 2          | 03/2017                    | 3709 et 3710.                                                                     | Marne-la-Vallée | Ex-TàD Proxi'bus Marne-la-Vallée. |
| Mercedes-Benz | Sprinter City 65 | 2          | 11/2012                    | 70514 et 71135.                                                                   | Marne-la-Vallée | —                                 |
| Citroën       | Jumper Combi     | au moins 2 | 06/2015                    | Inconnu                                                                           | Filéo           | —                                 |
| Otokar        | Navigo H et SH   | 11         | 02/2010 à 05/2013          | 102014, 102017, 102019, 102033-202034, 132018, 132020-132021, 132025 + 2 inconnus | Filéo           | —                                 |
| Iveco         | Wing             | au moins 1 | 04/2017                    | Inconnu                                                                           | Filéo           | —                                 |
| Iveco         | Daily Line GNV   | au moins 4 | 01/2020                    | 207006-207009                                                                     | Filéo           | —                                 |

### Autocars
| Constructeur | Modèle           | Nombre     | Période de mise en service | Numéros de parc                      | Affectation | Observation |
| ------------ | ---------------- | ---------- | -------------------------- | ------------------------------------ | ----------- | ----------- |
| Mercedes     | Tourino          | 2          | 11/2012                    | 125032-125033                        | Filéo       | —           |
| Irisbus      | Crossway         | 8          | 08/2010 à 12/2013          | 103048, 103164-103169, 133325        | Filéo       | —           |
| Mercedes     | Intouro          | 15         | 04/2018 à 07/2019          | 183052-183063, 183072-183073, 195071 | Filéo       | —           |
| Scania       | Interlink LD GNV | au moins 9 | 01/2021                    | 206011-206018 + au moins 1 inconnu   | Filéo       | —           |

## Galerie de photographies

Photos à la gare routière de Roissypôle
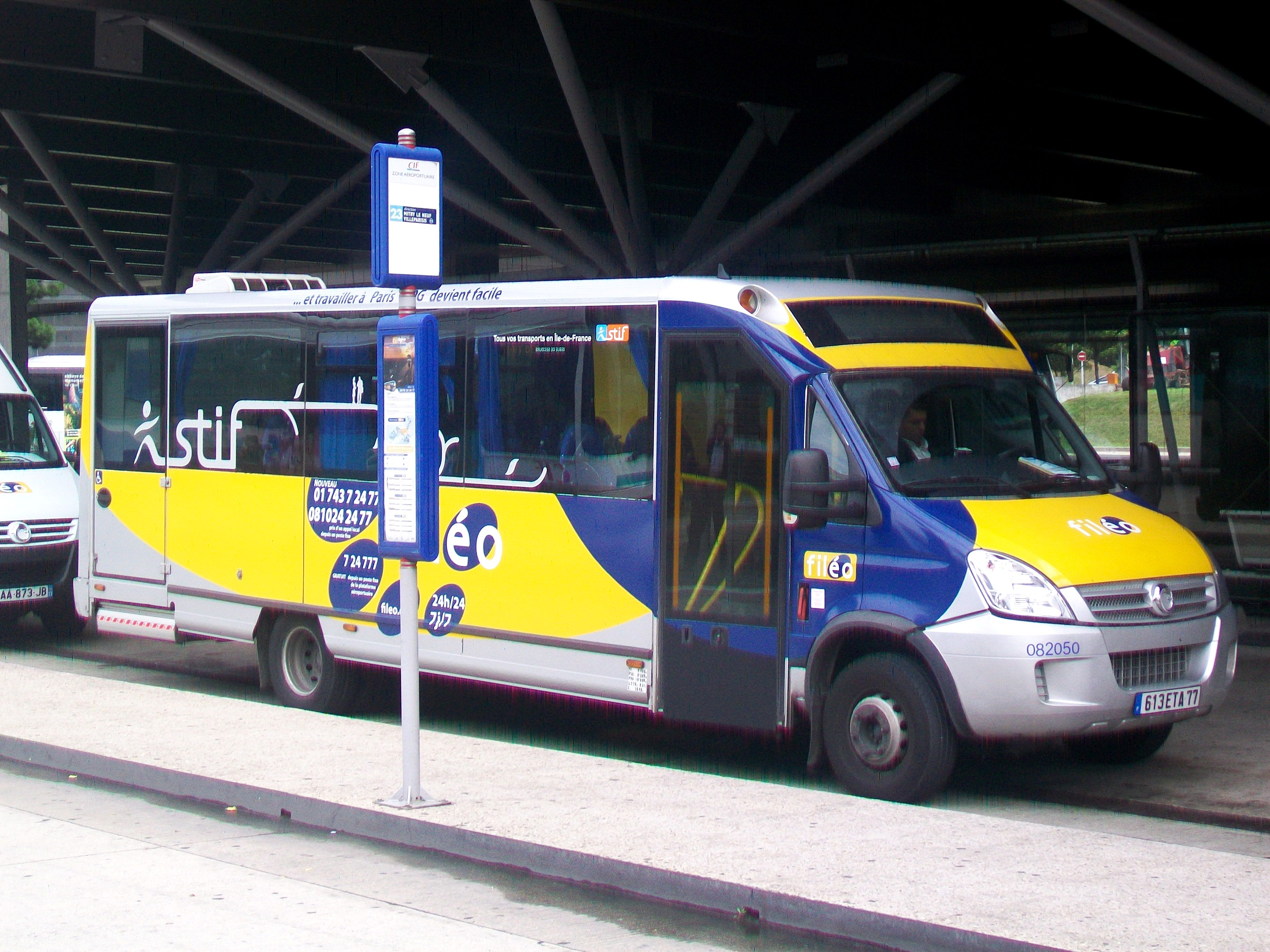
Iveco Daily acquis pour l'extension du réseau vers Dammartin-en-Goële et Othis.
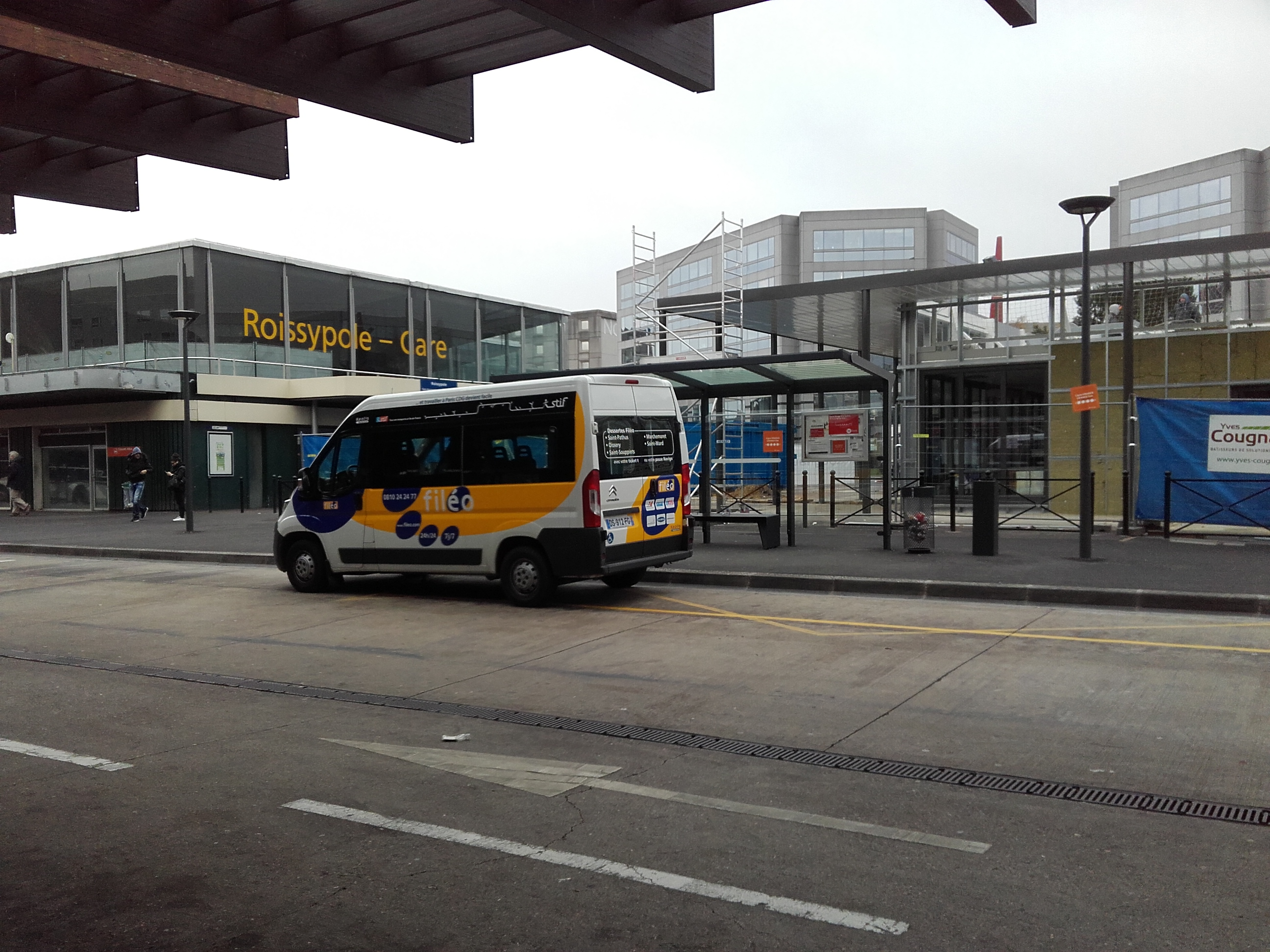
Citroen Jumper Combi du réseau Filéo, mis en service en juin 2015.
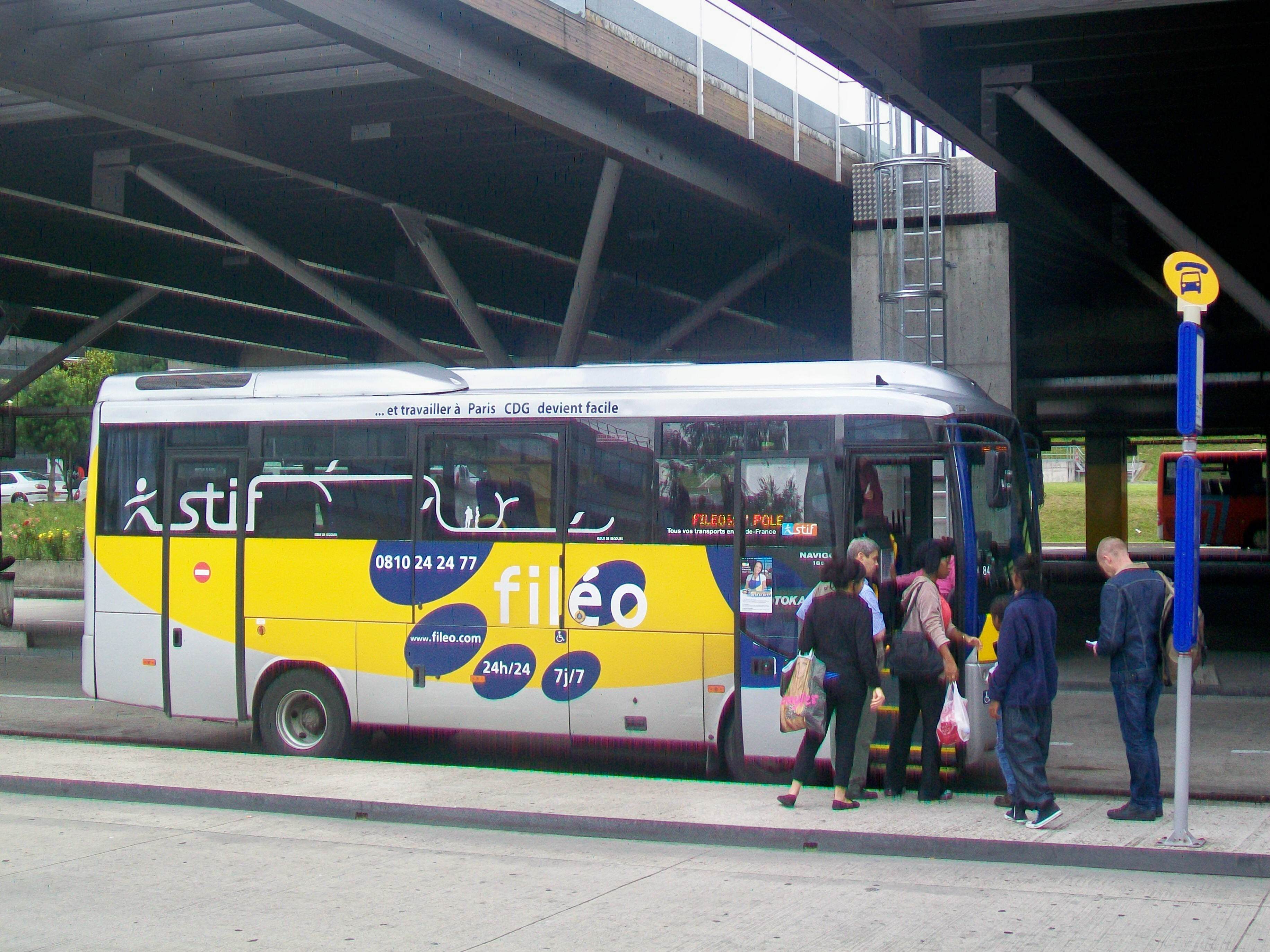
Midibus Otokar Navigo 160 du réseau de transports à la demande Filéo, exploité par les CIF et desservant Roissypôle depuis les communes adhérentes.
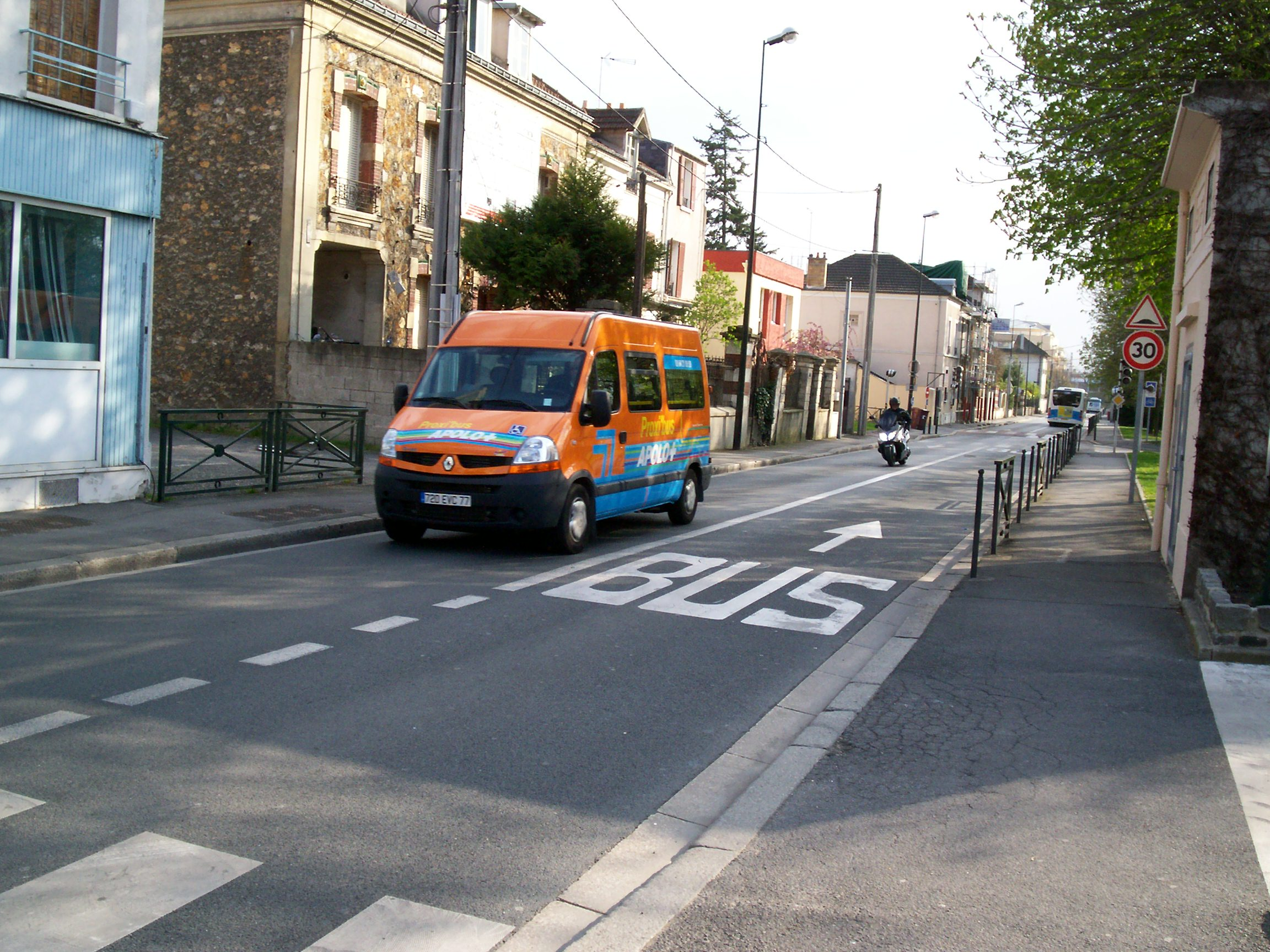
Véhicule Apollo+.
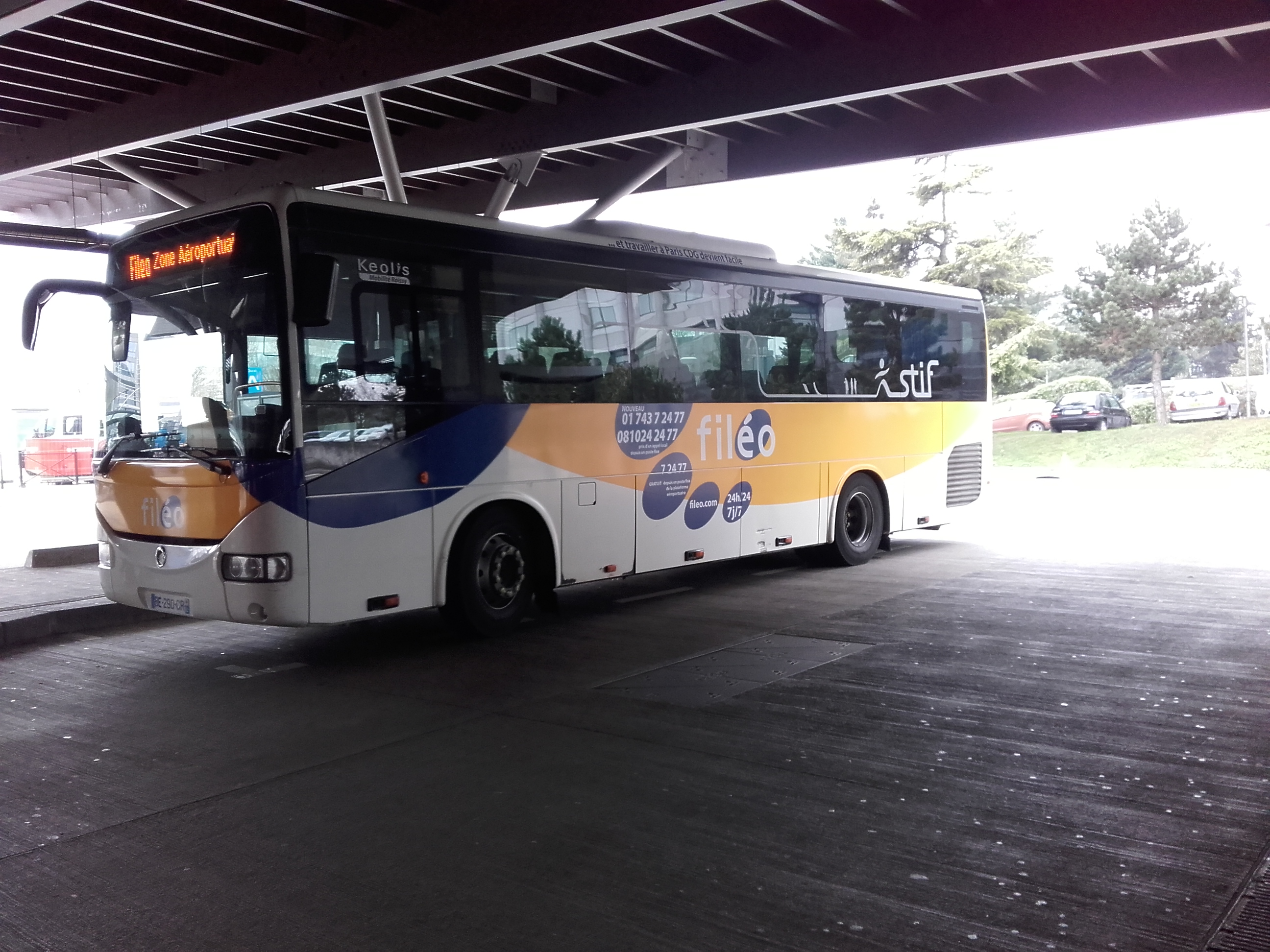
Crossway du réseau Filéo no 103168, mis en service en décembre 2010.
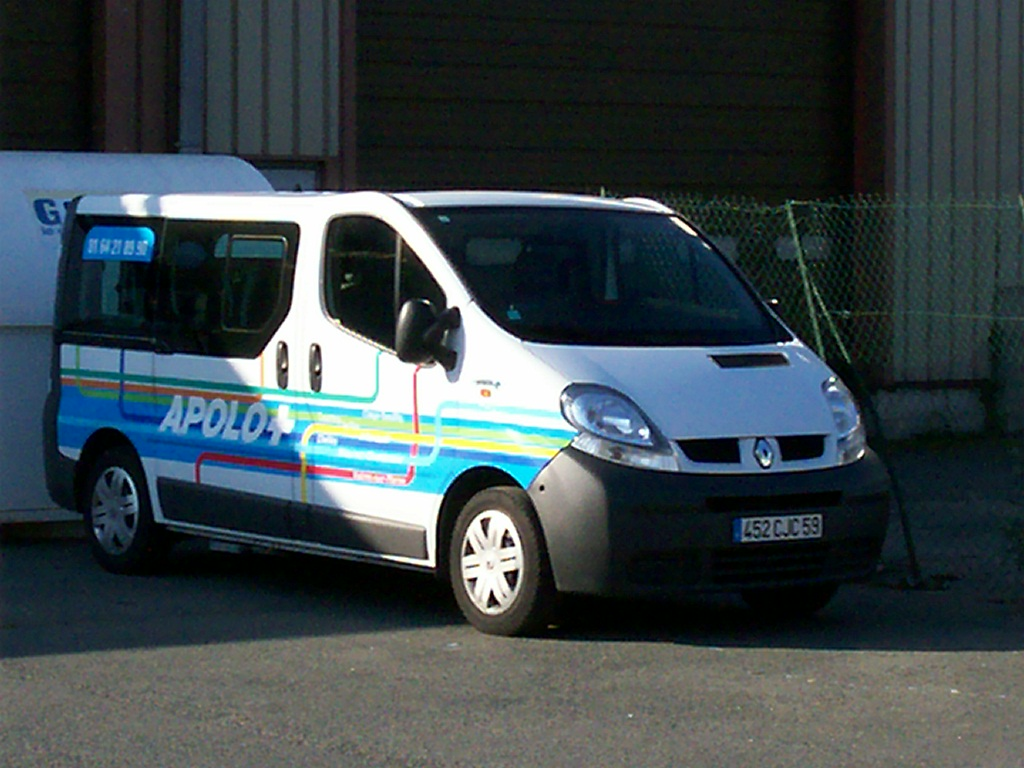
Véhicule Apollo+.

## Identité visuelle

Logo d'Allobus, l'ancien nom de Filéo.
Logo Filéo.
Logo global du service de transport à la demande d'Île-de-France.
Logo global du service de transport à la demande d'Île-de-France utilisé sur les supports numériques d'Île-de-France Mobilités.